# Liste der Kulturdenkmale in Gohlis-Süd (G–M)
Die Liste der Kulturdenkmale in Gohlis-Süd enthält die Kulturdenkmale des Leipziger Ortsteils „Gohlis-Süd“ des Stadtteils Gohlis, die in der Denkmalliste vom Landesamt für Denkmalpflege Sachsen mit Stand 2017 erfasst wurden.
Die alphabetisch nach Adressen geordnete Liste ist aufgrund der hohen Anzahl der Kulturdenkmale wie folgt unterteilt:
- Liste der Kulturdenkmale in Gohlis-Süd (A–F)
- Liste der Kulturdenkmale in Gohlis-Süd (G–M)
- Liste der Kulturdenkmale in Gohlis-Süd (N–Z)

Diese Teilliste enthält die Kulturdenkmale von G–M.

## Legende
- Bild: Bild des Kulturdenkmals, ggf. zusätzlich mit einem Link zu weiteren Fotos des Kulturdenkmals im Medienarchiv Wikimedia Commons. Wenn man auf das Kamerasymbol klickt, können Fotos zu Kulturdenkmalen aus dieser Liste hochgeladen werden:
- Bezeichnung: Denkmalgeschützte Objekte und ggf. Bauwerksname des Kulturdenkmals
- Lage: Straßenname und Hausnummer oder Flurstücknummer des Kulturdenkmals. Die Grundsortierung der Liste erfolgt nach dieser Adresse. Der Link (Karte) führt zu verschiedenen Kartendiensten mit der Position des Kulturdenkmals. Fehlt dieser Link, wurden die Koordinaten noch nicht eingetragen. Sind diese bekannt, können sie über ein Tool mit einer Kartenansicht einfach nachgetragen werden. In dieser Kartenansicht sind Kulturdenkmale ohne Koordinaten mit einem roten bzw. orangen Marker dargestellt und können durch Verschieben auf die richtige Position in der Karte mit Koordinaten versehen werden. Kulturdenkmale ohne Bild sind an einem blauen bzw. roten Marker erkennbar.
- Datierung: Baubeginn, Fertigstellung, Datum der Erstnennung oder grobe zeitliche Einordnung entsprechend des Eintrags in der sächsischen Denkmaldatenbank
- Beschreibung: Kurzcharakteristik des Kulturdenkmals entsprechend des Eintrags in der sächsischen Denkmaldatenbank, ggf. ergänzt durch die dort nur selten veröffentlichten Erfassungstexte oder zusätzliche Informationen
- ID: Vom Landesamt für Denkmalpflege Sachsen vergebene, das Kulturdenkmal eindeutig identifizierende Objekt-Nummer. Der Link führt zum PDF-Denkmaldokument des Landesamtes für Denkmalpflege Sachsen. Bei ehemaligen Kulturdenkmalen können die Objektnummern unbekannt sein und deshalb fehlen bzw. die Links von aus der Datenbank entfernten Objektnummern ins Leere führen. Ein ggf. vorhandenes Icon  führt zu den Angaben des Kulturdenkmals bei Wikidata.

## Liste der Kulturdenkmale in Gohlis-Süd, G–M
| Bild                                    | Bezeichnung | Lage                                                      | Datierung                                                                                             | Beschreibung | ID       |
| --------------------------------------- | --- | --------------------------------------------------------- | --- | --- | -------- |
|                                         | Mietshaus in geschlossener Bebauung | Georg-Schumann-Straße 9 (Karte)                           | 1914 (Mietshaus)                                                                                      | Putzfassade, baugeschichtlich von Bedeutung | 09293844 |
|                                         | Mietshaus in offener Bebauung | Georg-Schumann-Straße 29 (Karte)                          | 1905 (Mietshaus)                                                                                      | Klinkerfassade, baugeschichtlich von Bedeutung | 09293847 |
|                                         | Mietshaus in offener Bebauung | Georg-Schumann-Straße 31 (Karte)                          | 1929 (Mietshaus)                                                                                      | Putzfassade, baugeschichtlich von Bedeutung | 09293848 |
|                                         | Mietshaus in halboffener Bebauung | Georg-Schumann-Straße 38 (Karte)                          | um 1875 (Mietshaus)                                                                                   | Loggien mit toskanischen Säulen, baugeschichtlich von Bedeutung | 09295824 |
|                                         | Mietshaus in offener Bebauung | Georg-Schumann-Straße 46 (Karte)                          | 1901, bezeichnet 1902 (Mietshaus)                                                                     | Klinkerfassade, baugeschichtlich von Bedeutung | 09293849 |
|                                         | Mietshaus in ehemals geschlossener Bebauung | Georg-Schumann-Straße 51 (Karte)                          | 1875/1885 (Mietshaus)                                                                                 | mit Läden, Putzfassade, baugeschichtlich von Bedeutung | 09297878 |
| Weitere Bilder                          | Doppelmietshaus in geschlossener Bebauung und gestaltete Freiflächen im rückwärtigen Bereich | Georg-Schumann-Straße 52; 54 (Karte)                      | 1927–1929 (Mietshaus)                                                                                 | viergeschossiger Putzbau mit Läden (s. a.: Sasstraße 8/10 und Georg-Schumann-Straße 56–56c), Adler als bauplastischer Schmuck über dem Eingang, baugeschichtlich von Bedeutung Auf dem Areal der Gohliser Flur befanden sich im 19. Jahrhundert Gärtnereien, unter anderem ließ Gärtner Ferdinand Otto Jähnich 1860 ein neues Wohnhaus mit integriertem Gewächshaus erbauen. Später waren an der Leipziger Ausfallstraße Richtung Halle der Kunst- und Handelsgärtner Gustav Jänich, an der Ecke Gärtner Karl Friedrich Jahn Grundstücksbesitzer. Erst 1927, nachdem der Bauverein zur Beschaffung preiswerter Wohnungen in Leipzig eGmbH die Flurstücke 306, 307, 308e erworben hatte, gelangte ein Vorprojekt zur Neubebauung des Geländes mit mehrgeschossigen Gebäuden für insgesamt 70 Wohnungen zur Einreichung. Entwürfe fertigte der Architekt Max Schönfeld, der später auch neue Pläne für den Bauantrag vorlegte, die statischen Berechnungen und die Bauleitung übernahm. Gebaut werden konnte auf tragfähig gewachsenem Lehmboden, die Genehmigung für fünf viergeschossige und drei fünfgeschossige Wohngebäude wurde am 8. Februar 1929 erteilt. Bereits Ende des Jahres erfolgten für alle Häuser die abschließenden behördlichen Prüfungen. Ein Kraftwagengebäude kam nicht zur Ausführung, jedoch ein übers Eck eingeordneter, eingeschossiger Ladenbau. Dieser brannte im Krieg aus, konnte durch die Bauabteilung der Baugenossenschaft aber bereits 1949 bis 1952 wieder hergerichtet werden. Auch Sasstraße 8 war beschädigt und besaß bis 1956 ein Notdach. Sehr wirkungsvoll zeigt sich die mit hellem Verputz über Muschelkalksteinsockel versehene Mietshausgruppe im Stadtraum, in präsenter Ecklage. Eine Hofsituation entstand mit Grünflächengestaltung durch die in die Grundstückstiefe zurückspringenden Fronten und den im Winkel an der Straßenecke errichteten Ladenbau, in dem über Jahrzehnte Einzelhandelsgeschäfte des Konsum Leipzig zu finden waren. Die Schaufronten der Wohnbauten zeigen eine strenge horizontale Gliederung durch Bänder und Gesimse, Auflockerungen in Form der dreieckig aus der Fassade vorstehenden Treppenhäuser und einer teilweise recht individuell gestalteten Portalsituation der Hauseingänge, unter anderem Georg-Schumann-Straße 56, aufwendiger noch bei 52 und 54. Stark ausgeprägt ist die Geschäftsfront an der Georg-Schumann-Straße, so dass der hier verwendete Muschelkalkstein zur Verkleidung des Erdgeschosses kaum Wahrnehmung findet. Mit Muschelkalksteinplatten ist zudem der Sockel der Ladenzone straßenseitig und seitlich verkleidet, während rückwärtig Klinkermauerwerk über einer Granitschwelle sichtbar ist. Die baumbestandene Rasenfläche ist mit einer geschnittenen Hecke gefasst. Insgesamt zeigt sich die sanierte Baugruppe als hervorragendes Beispiel der Architektur im Übergang vom Art déco zur Architektur der 1930er Jahre. Eine historische Besonderheit auf dem früheren Eckgrundstück der Flurnummer 306 war 1927 die öffentliche Vorführung von Lichtreklame, teils auch mit bewegten Bildern. Zu diesem Behufe wurde über Eck eine Leinwandkonstruktion aufgestellt und die Bildfläche von hinten durch einen in ein leerstehendes Stallgebäude zur Aufstellung gebrachten Kinoapparat bespielt. Für die Mietshausgruppe besteht eine baugeschichtliche und architektonisch-künstlerische Bedeutung. LfD/2019 | 09293933 |
|                                         | Mietshäuser (Nr. 56–56c) einer Wohnanlage, Grünfläche im Hof und Ladenbau (Nr. 58) | Georg-Schumann-Straße 56; 56a; 56b; 56c; 58 (Karte)       | 1927–1929 (Mietshaus)                                                                                 | dazugehörig Mietshäuser Georg-Schumann-Straße 52/54 und Sasstraße 8/10, Putzfassade, Inschrifttafeln, baugeschichtlich von Bedeutung Auf dem Areal der Gohliser Flur befanden sich im 19. Jahrhundert Gärtnereien, unter anderem ließ Gärtner Ferdinand Otto Jähnich 1860 ein neues Wohnhaus mit integriertem Gewächshaus erbauen. Später waren an der Leipziger Ausfallstraße Richtung Halle der Kunst- und Handelsgärtner Gustav Jänich, an der Ecke Gärtner Karl Friedrich Jahn Grundstücksbesitzer. Erst 1927, nachdem der Bauverein zur Beschaffung preiswerter Wohnungen in Leipzig eGmbH die Flurstücke 306, 307, 308e erworben hatte, gelangte ein Vorprojekt zur Neubebauung des Geländes mit mehrgeschossigen Gebäuden für insgesamt 70 Wohnungen zur Einreichung. Entwürfe fertigte der Architekt Max Schönfeld, der später auch neue Pläne für den Bauantrag vorlegte, die statischen Berechnungen und die Bauleitung übernahm. Gebaut werden konnte auf tragfähig gewachsenem Lehmboden, die Genehmigung für fünf viergeschossige und drei fünfgeschossige Wohngebäude wurde am 8. Februar 1929 erteilt. Bereits Ende des Jahres erfolgten für alle Häuser die abschließenden behördlichen Prüfungen. Ein Kraftwagengebäude kam nicht zur Ausführung, jedoch ein übers Eck eingeordneter, eingeschossiger Ladenbau. Dieser brannte im Krieg aus, konnte durch die Bauabteilung der Baugenossenschaft aber bereits 1949 bis 1952 wieder hergerichtet werden. Auch Sasstraße 8 war beschädigt und besaß bis 1956 ein Notdach. Sehr wirkungsvoll zeigt sich die mit hellem Verputz über Muschelkalksteinsockel versehene Mietshausgruppe im Stadtraum, in präsenter Ecklage. Eine Hofsituation entstand mit Grünflächengestaltung durch die in die Grundstückstiefe zurückspringenden Fronten und den im Winkel an der Straßenecke errichteten Ladenbau, in dem über Jahrzehnte Einzelhandelsgeschäfte des Konsum Leipzig zu finden waren. Die Schaufronten der Wohnbauten zeigen eine strenge horizontale Gliederung durch Bänder und Gesimse, Auflockerungen in Form der dreieckig aus der Fassade vorstehenden Treppenhäuser und einer teilweise recht individuell gestalteten Portalsituation der Hauseingänge, unter anderem Georg-Schumann-Straße 56, aufwendiger noch bei 52 und 54. Stark ausgeprägt ist die Geschäftsfront an der Georg-Schumann-Straße, so dass der hier verwendete Muschelkalkstein zur Verkleidung des Erdgeschosses kaum Wahrnehmung findet. Mit Muschelkalksteinplatten ist zudem der Sockel der Ladenzone straßenseitig und seitlich verkleidet, während rückwärtig Klinkermauerwerk über einer Granitschwelle sichtbar ist. Die baumbestandene Rasenfläche ist mit einer geschnittenen Hecke gefasst. Insgesamt zeigt sich die sanierte Baugruppe als hervorragendes Beispiel der Architektur im Übergang vom Art déco zur Architektur der 1930er Jahre. Eine historische Besonderheit auf dem früheren Eckgrundstück der Flurnummer 306 war 1927 die öffentliche Vorführung von Lichtreklame, teils auch mit bewegten Bildern. Zu diesem Behufe wurde über Eck eine Leinwandkonstruktion aufgestellt und die Bildfläche von hinten durch einen in ein leerstehendes Stallgebäude zur Aufstellung gebrachten Kinoapparat bespielt. Für die Mietshausgruppe besteht eine baugeschichtliche und architektonisch-künstlerische Bedeutung. LfD/2019 | 09293934 |
|                                         | Mietshaus in geschlossener Bebauung | Georg-Schumann-Straße 66 (Karte)                          | 1885 (Mietshaus)                                                                                      | mit Tordurchfahrt, mit Läden, Putzfassade, baugeschichtlich von Bedeutung | 09299624 |
|                                         | Mietshaus in ehemals geschlossener Bebauung | Georg-Schumann-Straße 71 (Karte)                          | 1865/1870 (Mietshaus)                                                                                 | mit Hausdurchgang, Putzfassade, baugeschichtlich von Bedeutung | 09293922 |
|                                         | Mietshaus in geschlossener Bebauung | Georg-Schumann-Straße 75 (Karte)                          | 1883 (Mietshaus)                                                                                      | mit Tordurchfahrt, mit Laden, Putzfassade, preußische Kappen in der Tordurchfahrt, baugeschichtlich von Bedeutung | 09295133 |
| Weitere Bilder                          | Mietshaus in halboffener Bebauung in Ecklage | Georg-Schumann-Straße 76 (Karte)                          | 1887 (Mietshaus)                                                                                      | mit schmiedeeisernem Hoftor, mit Laden, Putzfassade, baugeschichtlich von Bedeutung | 09294109 |
|                                         | Mietshaus in offener Bebauung | Georg-Schumann-Straße 78 (Karte)                          | 1910 (Mietshaus)                                                                                      | mit Tordurchfahrt, mit Läden, Putzfassade, baugeschichtlich von Bedeutung | 09294108 |
|                                         | Mietshaus in geschlossener Bebauung | Georg-Schumann-Straße 86 (Karte)                          | um 1880 (Mietshaus)                                                                                   | mit Läden, Putzfassade, baugeschichtlich von Bedeutung | 09297765 |
|                                         | Doppelmietshaus in geschlossener Bebauung | Georg-Schumann-Straße 87; 89 (Karte)                      | 1906, bezeichnet 1907 (Doppelmietshaus)                                                               | mit Tordurchfahrt, mit Läden, Putzfassade, baugeschichtlich von Bedeutung Auf dem heutigen Doppelgrundstück entstand 1861 ein Wohnhaus für Herrn Kösser in Gohlis, 1880 bis 1881 auf dem Areal mit Brandkatasternummer 349 ein Wohnhaus-Hintergebäude im Auftrag des Finanziers Johann Gottfried Friedrich. Zum Sommer 1904 übernahm der Kaufmann Julius Karl Müller das Areal, reichte fünf Wochen später ein Vorprojekt und September 1905 den Bauantrag für ein Wohn- und Geschäftshaus ein, nebst eingeschossigem Seiten- bzw. Hintergebäude einer Wannen-Bade-Anstalt. Neue Pläne gelangten im Mai 1906 zur Einreichung, welche im November Ausführungsgestattung erhielten. Anfang 1907 begannen Abbrucharbeiten, lagen Tekturen vor, war ein Wäscherei- und Lagergebäude im Gespräch. Entwürfe, Bauleitung und Statik übernahm der Gohliser Architekt Ernst Steinkopf, die Ausführung Baumeister Hermann Hetzer unter der Bauaufsicht des Maurerpoliers Hermann Pausch. Zum 2. Oktober des Jahres 1907 datiert die Gestattung der Ingebrauchnahme. Für den rückwärtigen Bereich gab es 1913 das Projekt einer maschinellen Wäscherei, 1928 und 1933 Anträge für Garagen, 1969 ist die PGH (Produktionsgenossenschaft des Handwerks) Orthopädie-, Chirurgie-Mechanik im Hofgebäude aktenkundig (nicht erhalten). Die Fassade des Doppelhauses beherrscht Kreuzungsbereich und Zeilenbebauung des Quartiers: Seitenrisalite mit Zwerchhäusern, schwach vortretende Polygonalerker und ein mächtiges, mittig eingeordnetes Dachhaus gliedern die Fassade über dem konsequent abgesetzten Erdgeschoss mit ehemals weitgehend erhaltenen historischen Ladenfronten (bis zur Sanierung 1996). Flächig wirkt die Putzfassade, die durch Pilaster, Nutungen, unterschiedliche Putzstrukturen aber insbesondere durch kleinteilige Fenstergliederungen geprägt ist. Es gibt im Planentwurf 1905 zwei Treppenaufgänge, mit zwei Wohnungen bei Nummer 73 (87) und einer Mietpartei pro Etage in der 75 (91). Überzeugend in der Bewahrung originaler Substanz zeigt sich das Haus nach der Sanierung im Jahr 1996. Für das durch seine Größe straßenraumprägende Haus ist neben dem baugeschichtlichen zudem ein städtebaulicher Wert zu konstatieren, zeigt das Haus doch überaus deutlich den Wunsch des Gemeinderates nach repräsentativem Ausbau der Chaussee. LfD/2018 | 09294209 |
|                                         | Mietshaus (mit zwei Hausnummern) in geschlossener Bebauung, mit drei Hofgebäuden | Georg-Schumann-Straße 91; 93 (Karte)                      | 1892–1893 (Mietshaus), 1893 (Gewerbegebäude), 1896 (Gewerbegebäude)                                   | mit Läden, baugeschichtlich von Bedeutung Die beiden Grundstücke, ehemals Äußere Hallesche Straße 77/79, wurden 1896 vereinigt unter der Brandkataster Nummer 350B der Abteilung A für Leipzig-Gohlis. Auf Nummer 79 war 1892/1893 ein über fünf Etagen reichendes Mietshaus an der Stelle eines zweigeschossigen Wohnhauses erbaut worden, Bau- und Maurermeister Hermann Gustav Tautz sowie den Privatmann Anton Hermann Böttger, ausgeführt durch Kollegen der Firma der Herren Dampfziegeleibesitzer, Maurer- und Zimmermeister Böttger & Tautz. Im Jahr 1893 entstand zudem ein Hintergebäude über winkeligem Grundriss zur späteren Nutzung als Werkstatt bzw. photographisches Atelier, 1896 auf dem Grundstück Nummer 77 ein Seitengebäude. Zwei Wohnungen im Vorderhaus befanden sich in den Obergeschossen 1 und 2 sowie drei Mieteinheiten in den beiden darüber liegenden Etagen. Das Erdgeschoss umfasste zwei Verkaufsläden und die Durchfahrt zum gewerblich genutzten Hof. Einschneidend für das Erscheinungsbild des Hauses und die Zuwegung ins Innere war ein Ladenumbau 1967–1968 im Auftrag der HO (Handelsorganisation) Kondi, Kreisbetrieb Leipzig. Hierbei wurden beide Ladenbereiche zusammen gelegt und der straßenseitige Hauszugang vermauert (Entwurf von Architekt und Baumeister Gerhard Harttig). Teile der historischen Ladenfronten blieben erhalten, ebenso die strukturierte Putzfassade mit Stuckdekoration und kräftigen Verdachungen, Sohlbänken und Gesimsen mit Konsolen, einen Seltenheitswert für den Leipziger Mietshausbestand stellen die schmiedeeisernen Gitter vor den Fenstern der Beletage dar sowie die unter den Sohlbänken hier eingefügten Blendbalustraden. 2018 stand die dreiflüglige zweigeschossige Hofbebauung noch unsaniert und schadhaft hinter dem 2013/2014 sanierten Vorderhaus. Ein besonderes Interesse kommt hierbei dem ehemaligen Atelier mit seiner Glasfront im Obergeschoss und den Oberlichten zu. LfD/2018 | 09297880 |
|                                         | Mietshaus in geschlossener Bebauung | Georg-Schumann-Straße 97 (Karte)                          | um 1895 (Mietshaus)                                                                                   | mit Hausdurchgang und Laden, Putzfassade, baugeschichtlich von Bedeutung | 09297882 |
|                                         | Mietshaus in ehemals geschlossener Bebauung | Georg-Schumann-Straße 100 (Karte)                         | um 1880 (Mietshaus)                                                                                   | mit Tordurchfahrt, mit Laden, Putzfassade, baugeschichtlich von Bedeutung | 09296972 |
| Weitere Bilder                          | Kelleranlage sowie Toreinfahrt und Pförtnerhaus einer ehemaligen Brauerei | Georg-Schumann-Straße 103; 105; 107; 109; 111 (Karte)     | E. 19. Jh. (Lagerkeller u. Keller unter der Mälzer), Ende 19. Jh. (Pförtnerhaus)                      | ausgedehnte Lagerkeller mit Seltenheitswert auf dem Gelände der ehemaligen Gohliser Brauerei (Lagerkeller und Keller ehemals unter der Mälzerei), ortsgeschichtlich von Bedeutung | 09262421 |
| Weitere Bilder                          | Mietshaus in ehemals geschlossener Bebauung | Georg-Schumann-Straße 104 (Karte)                         | um 1880 (Mietshaus)                                                                                   | mit Hausdurchgang und Läden, Putzfassade, baugeschichtlich von Bedeutung | 09296971 |
|                                         | Mietshaus in geschlossener Bebauung in Ecklage | Georg-Schumann-Straße 110 (Karte)                         | 1892 (Mietshaus)                                                                                      | mit Laden und mit Eckladen, Klinkerfassade, baugeschichtlich von Bedeutung | 09293579 |
|                                         | Mietshaus in geschlossener Bebauung und Hinterhaus | Georg-Schumann-Straße 113 (Karte)                         | 1887/1888 (Mietshaus)                                                                                 | Vorderhaus mit Tordurchfahrt, Putzfassade, baugeschichtlich von Bedeutung | 09294212 |
|                                         | Mietshaus in geschlossener Bebauung | Georg-Schumann-Straße 114 (Karte)                         | nach 1890 (Mietshaus)                                                                                 | Vorderhaus mit Laden, zeittypische Putzfassade, baugeschichtlich von Bedeutung | 09294105 |
|                                         | Mietshaus (Nr. 116) in geschlossener Bebauung und zwei aneinandergebaute Werkstattgebäude (Nr. 116a) im Hof | Georg-Schumann-Straße 116; 116a (Karte)                   | 1890 (Mietshaus)                                                                                      | Vorderhaus mit Tordurchfahrt, historisierende Klinkerfassade mit Erker, baugeschichtlich von Bedeutung | 09294103 |
| Weitere Bilder                          | Mietshaus in geschlossener Bebauung und Hofgebäude | Georg-Schumann-Straße 117 (Karte)                         | 1874 (Mietshaus), 1887 (Hinterhaus)                                                                   | mit Läden, Putzfassade, baugeschichtlich von Bedeutung Der Parzellierungsplan umfasste das Bauareal des Maurermeisters C. F. Heintze in Gohlis – Anfang April 1874 wurden Pläne eines Doppelhauses der Bauherren Wilhelm Eichler und Gottfried Bergmann geprüft und für zulässig befunden. Geplant war ein freistehendes Gebäude mit zwei seitlichen Schlippen und hofseitigen Eingängen. Mitte September erfolgten die Schlussprüfungen, wobei Eichler als Eigentümer der heutigen Hausnummer 117 aktenkundig ist. In den oberen Etagen waren zwei Wohnungen mit Vorsaal, Küche, zwei Stuben und einer Kammer, allerdings lediglich einem Privet für beide Mietparteien auf der Treppe. Ein im Dezember 1876 beantragter Ladeneinbau im Souterrain war nur möglich, weil das Haus an der damaligen Hallischen Straße einen Vorgarten besaß, durch den der Zugang mit Treppe seine Einfügung erfuhr. 1887 entstand ein später wieder abgebrochenes Hintergebäude, 1904/1905 zwei Schuppen und zeitgleich kamen zwei Verkaufsläden, nunmehr im Erdgeschoss des Hauses, zum Einbau, ein Umbau des Dachgeschosses datiert von 1905, ebenfalls von Baumeister Ernst Schlieder. Noch im März 2019 zeigte sich das Haus mit originalem Verputz von 1874 in den Obergeschossen und erhaltener hölzerner Ladenfront in Manier des Reformstils. Die beiden mittleren Achsen der zwei Obergeschosse stehen als Risalit, die Beletage prägen feine Putznutungen, die Traufzone Stuckkonsolen. Weiße Kunststofffenster bilden hierzu einen quälenden Kontrast. Erhalten ist weitgehend die Ausstattung, zudem hat sich die eiserne Ankerung einer früheren Straßenbahnoberleitung erhalten. Als eines der wenigen, zudem weitgehend authentisch erhaltenen Wohnhäuser der Bauzeit unmittelbar nach der Reichsgründung besitzt Georg-Schumann-Straße 117 einen besonderen baugeschichtlichen Wert. LfD, 2018, 2019 | 09291943 |
|                                         | Mietshaus in geschlossener Bebauung | Georg-Schumann-Straße 118 (Karte)                         | um 1895 (Mietshaus)                                                                                   | mit Hausdurchgang und Läden, Putzfassade, baugeschichtlich von Bedeutung | 09296894 |
|                                         | Mietshaus in geschlossener Bebauung | Georg-Schumann-Straße 120 (Karte)                         | um 1895 (Mietshaus)                                                                                   | | 09293007 |
|                                         | Mietshaus in ehemals geschlossener Bebauung | Georg-Schumann-Straße 121 (Karte)                         | um 1890 (Mietshaus)                                                                                   | mit Tordurchfahrt, mit Läden, Klinkerfassade, baugeschichtlich von Bedeutung | 09296970 |
| Weitere Bilder                          | Mietshaus in geschlossener Bebauung | Georg-Schumann-Straße 122 (Karte)                         | um 1895 (Mietshaus)                                                                                   | mit Tordurchfahrt, mit Laden, Klinkerfassade, baugeschichtlich von Bedeutung | 09294216 |
|                                         | Doppelmietshaus in geschlossener Bebauung | Georg-Schumann-Straße 124; 126 (Karte)                    | 1901–1903 (Doppelmietshaus)                                                                           | mit Tordurchfahrt, mit Läden, reiche Fassadengliederung, baugeschichtlich von Bedeutung | 09294217 |
|                                         | Mietshaus in ehemals geschlossener Bebauung | Georg-Schumann-Straße 127 (Karte)                         | um 1880 (Mietshaus)                                                                                   | mit Tordurchfahrt, mit Läden, Putzfassade, preußische Kappen in der Tordurchfahrt, baugeschichtlich von Bedeutung | 09296961 |
|                                         | Mietshaus in geschlossener Bebauung | Georg-Schumann-Straße 129 (Karte)                         | um 1880 (Mietshaus)                                                                                   | mit Tordurchfahrt, mit Läden, Putzfassade, baugeschichtlich von Bedeutung | 09296960 |
|                                         | Mietshaus in geschlossener Bebauung in Ecklage und Vorgarten an der Mottelerstraße mit Läden | Georg-Schumann-Straße 130 (Karte)                         | um 1900 (Mietshaus)                                                                                   | Klinkerfassade, Laden original, baugeschichtlich von Bedeutung | 09294219 |
|                                         | Mietshaus in geschlossener Bebauung | Georg-Schumann-Straße 131 (Karte)                         | um 1885 (Mietshaus)                                                                                   | mit Tordurchfahrt, mit Läden, Putzfassade, preußische Kappen in der Tordurchfahrt, baugeschichtlich von Bedeutung | 09297372 |
| Weitere Bilder                          | Mietshaus in geschlossener Bebauung | Georg-Schumann-Straße 132 (Karte)                         | 1927 (Mietshaus)                                                                                      | mit Läden, Putzfassade, baugeschichtlich von Bedeutung | 09294220 |
|                                         | Mietshaus in geschlossener Bebauung | Georg-Schumann-Straße 133 (Karte)                         | 1880er Jahre (Mietshaus)                                                                              | mit Hausdurchgang und Läden, Klinkerfassade, Holzpaneele im Hausdurchgang, Windfangtür, baugeschichtlich von Bedeutung | 09294221 |
|                                         | Doppelmietshaus in geschlossener Bebauung und zwei Hinterhäuser | Georg-Schumann-Straße 134; 136 (Karte)                    | 1927 (Doppelmietshaus)                                                                                | mit Läden, Putzfassaden, Laden original, baugeschichtlich von Bedeutung | 09294222 |
|                                         | Mietshaus in geschlossener Bebauung in Ecklage | Georg-Schumann-Straße 135 (Karte)                         | 1890er Jahre (Mietshaus)                                                                              | mit Läden, Klinkerfassade, Stuckgliederung, baugeschichtlich von Bedeutung | 09294223 |
| Weitere Bilder                          | Mietshaus in geschlossener Bebauung in Ecklage | Georg-Schumann-Straße 137 (Karte)                         | bezeichnet 1897 (Mietshaus)                                                                           | mit Eckladen, Klinkerfassade, baugeschichtlich von Bedeutung | 09296893 |
| Weitere Bilder                          | Mietshaus in geschlossener Bebauung und Hinterhaus | Georg-Schumann-Straße 138 (Karte)                         | 1912 (Mietshaus), 1889–1890 (Hinterhaus)                                                              | mit Hausdurchfahrt, Laden, Putzfassade, Holzpaneele in der Tordurchfahrt, baugeschichtlich von Bedeutung Zunächst entstand 1889/1890 ein zweistöckiges Hinterhaus mit Comptoir, Hausmanns- und Kutscherwohnung für den Baugewerksmeister Robert Schlieder in eigener Ausführung. Dieser besaß einige Grundstücke im Quartier und betrieb hier seinen Zimmerplatz. Die zu Anfang im Parterre vorgesehenen gewölbten Räume für einen Pferdestall erfuhren letztlich ebenfalls eine Herrichtung für Wohnzwecke. 1894 wurde des Lager- und Werksgelände mit einer straßenseitigen Mauer versehen, die 1912 einem auf dem Grundstück geplanten Wohnhausneubau weichen musste. Wiederum trat Schlieder als Bauherr, Ausführender, Bauleitender und Statiker auf. Sämtliche Wohnungen besaßen innenliegend Bad/WC, die beiden Parterrewohnungen zudem einen Verkaufsraum. Auch für das Dachgeschoss war eine Wohnung vorgesehen, die Waschküche als hofseitiger Anbau. Bemerkenswert, dass das Baupol. Amt B Abteilung Bebauungspläne einen Gegenvorschlag zu dem von Schlieder vorgelegten Fassadenentwurf vorlegte. Ende September 1912 fand die Schlussbesichtigung statt. 1960 sollte der linke Laden zu Wohnraum umfunktioniert werden, im Rahmen der Sanierung 2014 bis 2016 das ehemals zweite Lokal auf der rechten Seite. Das Sanierungsergebnis für Vorder- und Hinterhaus ist aus Denkmalschutzsicht fragwürdig – zu umfänglich sind Um- und Ausbaut sowie die Balkonanbauten. Die Wirkung des ehemaligen Fassadenbildes ist beeinträchtigt. Zwei über alle drei obere Geschosse reichende Erker prägen die am Reformstil orientierte Putzfassade, die einigen Dekor aufweist. Merkwürdig flache Konsolen kleben unter dem umlaufenden Traufgesims, ein Turmaufsatz führt den rechten Erker weiter in die durch massiven Ausbau entstellte Dachzone. LfD/2018 | 09294224 |
|                                         | Mietshaus in geschlossener Bebauung | Georg-Schumann-Straße 139 (Karte)                         | um 1900 (Mietshaus)                                                                                   | mit Hausdurchgang und Läden, Klinkerfassade, Holzpaneele im Hausdurchgang, baugeschichtlich von Bedeutung | 09294225 |
|                                         | Mietshaus in geschlossener Bebauung | Georg-Schumann-Straße 140 (Karte)                         | um 1890 (Mietshaus)                                                                                   | mit Tordurchfahrt und Läden, Putzfassade, Stuck und Holzpaneele in der Tordurchfahrt, baugeschichtlich von Bedeutung | 09296881 |
|                                         | Mietshaus in geschlossener Bebauung | Georg-Schumann-Straße 142 (Karte)                         | 1890er Jahre (Mietshaus)                                                                              | Klinkerfassade, Terrazzo, baugeschichtlich von Bedeutung | 09294226 |
|                                         | Mietshaus in geschlossener Bebauung | Georg-Schumann-Straße 143 (Karte)                         | um 1895 (Mietshaus)                                                                                   | mit Läden, Putzfassade, baugeschichtlich von Bedeutung | 09294227 |
| Weitere Bilder                          | Mietshaus in halboffener Bebauung | Georg-Schumann-Straße 144 (Karte)                         | 1887 (Mietshaus)                                                                                      | historisierende Putzfassade, Gebäude in Ecklage zu den Bahngleisen, fein gegliederte Giebelwand mit hoher Sichtwirkung von der Brücke her, baugeschichtlich von Bedeutung Weithin sichtbar ist der Giebel des Hauses, das auf einem Grundstück an der Bahntrasse der ehemaligen Thüringischen Eisenbahn erbaut wurde. In den Jahren 1883 und 1884 war zunächst vorgesehen, eine Fabrik für künstliche Mineralwässer, medizinische Verbandstoffe und chemisch-pharmazeutische Präparate nebst Villa für den Geschäftsführer und Inhaber der Leipziger Engel-Apotheke, Herrn Apotheker Rudolph H. Paulcke, zu erbauen. Planender war kein Geringerer als der renommierte Architekt Max Bösenberg. Nach behördlicher Ablehnung wurde das Projekt nicht weiter verfolgt. 1887 legte der Maurer- und Zimmermeister Robert Schlieder Unterlagen für ein Wohngebäude mit Falzziegeldach sowie ein Waschhaus vor. Als erstes Haus in der Reihe gelangte das Haus mit rückwärtigem Zugang, Mezzanin sowie Putzfassade über Klinkersockel zur Ausführung. Moderne Kunststeinformteile fanden für Gesimse, Verdachungen und Sohlbänke Verwendung. Der später wieder rückgebaute Ladeneinbau erfolgte 1897 im eigenen Auftrag durch Baugewerksmeister Carl Robert Schlieder. 1926 wurde auf die schadhafte Einfriedung zur Bahn hingewiesen und 1933 schadhafte Schmuckteile an der Fassade abgeschlagen. Zwei zweiachsige Seitenrisalite klammern den vier Achsen zählenden Mittelteil – weitgehend erhalten ist die einfache Ausstattung, zu der auch Kellerfenstergitter, Wohnungstüren und Treppenhaus gehören. Sanierung 2018. Das städtebaulich wirksame Mietwohngebäude besitzt einen baugeschichtlichen Wert. LfD/2018 | 09263944 |
|                                         | Mietshaus in geschlossener Bebauung | Georg-Schumann-Straße 145 (Karte)                         | 1895–1896 (Mietshaus)                                                                                 | mit Tordurchfahrt und Laden, Putzfassade, baugeschichtlich von Bedeutung | 09296928 |
|                                         | Mietshaus in geschlossener Bebauung | Georg-Schumann-Straße 147 (Karte)                         | um 1895 (Mietshaus)                                                                                   | mit Tordurchfahrt und Läden, Klinkerfassade, baugeschichtlich von Bedeutung | 09294228 |
|                                         | Mietshaus in geschlossener Bebauung in Ecklage | Georg-Schumann-Straße 149 (Karte)                         | 1890er Jahre (Mietshaus)                                                                              | mit Eckladen, Putzfassade, baugeschichtlich von Bedeutung | 09294229 |
|                                         | Mietshaus in geschlossener Bebauung | Georg-Schumann-Straße 151 (Karte)                         | um 1895 (Mietshaus)                                                                                   | mit Laden, Klinkerfassade, Stuck und Holzpaneele im Eingangsbereich, baugeschichtlich von Bedeutung | 09294230 |
| Weitere Bilder                          | Mietshaus in geschlossener Bebauung und Hinterhaus | Georg-Schumann-Straße 153 (Karte)                         | um 1895 (Mietshaus)                                                                                   | mit Tordurchfahrt, Klinkerfassade, baugeschichtlich von Bedeutung | 09294231 |
|                                         | Mietshaus in geschlossener Bebauung | Georg-Schumann-Straße 155 (Karte)                         | um 1900 (Mietshaus)                                                                                   | mit Tordurchfahrt und Laden, historisierende Klinkerfassade, baugeschichtlich von Bedeutung | 09294232 |
|                                         | Mietshaus in geschlossener Bebauung | Georg-Schumann-Straße 157 (Karte)                         | um 1880 (Mietshaus)                                                                                   | mit Tordurchfahrt und Laden, Klinkerfassade, baugeschichtlich von Bedeutung | 09260266 |
|                                         | Mietshaus in geschlossener Bebauung | Georg-Schumann-Straße 159 (Karte)                         | um 1880 (Mietshaus)                                                                                   | Klinkerfassade, baugeschichtlich von Bedeutung | 09260267 |
|                                         | Mietshaus in geschlossener Bebauung | Georg-Schumann-Straße 161 (Karte)                         | 1895/1900 (Mietshaus)                                                                                 | mit Laden, Klinkerfassade, baugeschichtlich von Bedeutung | 09294233 |
|                                         | Mietshaus in geschlossener Bebauung | Georg-Schumann-Straße 163 (Karte)                         | um 1885 (Mietshaus)                                                                                   | mit Hausdurchgang, Putzfassade, baugeschichtlich von Bedeutung | 09296882 |
|                                         | Mietshaus in halboffener Bebauung und in Ecklage, mit Läden | Gohliser Straße 19 (Karte)                                | 1909 (Mietshaus)                                                                                      | Putzfassade, Reformstil-Architektur, baugeschichtlich von Bedeutung Die Pläne für das Wohn- und Geschäftshaus an der Ecke zur Ehrensteinstraße schuf 1909 der Architekt Walter Heßling für den Zahnarzt Peter Bachmann. Der monumental wirkende Bau ist großzügig gegliedert, die ruhige Dachzone wird über der dreiachsigen Eckverbrechung durch ein Belvedère bekrönt. Das hohe werksteinverkleidete Erdgeschoss umschließt den rundbogigen Eingang. Auch hier gehören zur betont schlichten Gliederung die kleinteilig gesproßten Fenster mit Mittelkämpfer. Lediglich die Erker und die Eckverbrechung zeigen figürlichem Schmuck in den Sohlbankfeldern. Die ursprünglich angelegten zwei großen Wohnungen pro Etage wurden 1936 durch Georg und Werner Wünschmann geteilt. LfD/1998/2002 | 09291314 |
|                                         | Mietshaus in geschlossener Bebauung | Gohliser Straße 21 (Karte)                                | um 1910 (Mietshaus)                                                                                   | Putzfassade, baugeschichtlich von Bedeutung Bauakte nicht erhalten. Das um 1910 entstandene Haus macht seine Funktion als Mittelbau in der geschlossenen Reihe zwischen Ehrenstein- und Prellerstraße durch den hohen Giebel, dem symmetrisch zwei übergiebelte Erker zugeordnet sind, kenntlich. Zentriert wird es zudem durch den mittig angelegte Eingang zwischen rustizierten Halbsäulen. Der Fassadenschmuck beschränkt sich auf diesen Eingang, die kassettierten Fenstergewände im Giebel und die zeittypischen „Empire“- Dekorationen an den Erkern. LfD/1998/2002 | 09291316 |
|                                         | Doppelmietshaus (Ehrensteinstraße 11 und Gohliser Straße 22) in offener Bebauung | Gohliser Straße 22 (Karte)                                | 1936 (Doppelmietshaus)                                                                                | schlichte Putzfassade im Stil der dreißiger Jahre, Betonung des Eckbaus durch halbrunde Erker und Eckladen, Sockel und Eingänge in Naturstein-Rahmung hervorgehoben, s. a.: Wohnanlage Ehrensteinstraße 13–23 und Richterstraße 13/13a, baugeschichtlich und sozialgeschichtlich von Bedeutung Wohnanlage zwischen Gohliser Straße und Richterstraße. Das 1936 und 1937 erarbeitete Projekt für eine Wohnanlage an der Stelle des ehemaligen Exerzierhauses sah jeweils zwei Eckbauten zur Gohliser bzw. Richterstraße vor und – hinter einer Belüftungslücke – einen zusammenhängenden Block mit 5 Eingängen (13, 15, 17, 19, 21). Bauherren waren die Inhaber der Zylinderschleiferei und Kolbenfabrik Heinrich Bastert und Gustav Wienstroth. Die Pläne schuf der Architekt Fritz Riemann. Vorgesehen waren Drei- und Vierzimmerwohnungen unterschiedlicher Größe sowie Läden in den Eckbauten. Gestalterisch sind die beiden Eckbauten durch halbrunde Erker und Eckläden mit Eingängen, in Naturstein-Rahmung hervorgehoben. Ansonsten erscheinen die Bauten im schlichten Stil der dreißiger Jahre: ein Sockel aus Theumaer Naturstein im typischen Schichtstein-Mauerwerk zieht sich auch um die Eingänge mit rustikalen Eichentüren. Eine räumliche Gliederung der Reihe wird durch zwei erkerartige Vorlagen angedeutet, in denen die Fensterachsen durch Gesimse verbunden sind. Mit Ehrensteinstraße 21 und 23 sowie Richterstraße 13/13a für Fabrikant Wilhelm Spilker war die Wohnanlage 1938 vollendet. LfD/1998/2002 | 09291465 |
|                                         | Mietshaus in halboffener Bebauung in Ecklage, mit Vorgarten an der Prellerstraße | Gohliser Straße 23 (Karte)                                | bezeichnet 1904 (Mietshaus)                                                                           | mit Läden, Putzfassade, Stuck und Holzpaneele im Eingangsbereich, baugeschichtlich von Bedeutung Der Eckbau zur Prellerstraße entstand nach Plänen, die Emil Franz Hänsel 1904 für das Baugeschäft Naumann & Mette schuf. Das Geschäftshaus enthält zur Gohliser Straße Läden im Erdgeschoss, zur Prellerstraße ist es mit einem 6 Meter tiefen Vorgarten versehen. Die Jugendstilfassade ist unter Verwendung verschiedener Materialien und Putzstrukturen reich und dekorativ gestaltet, wobei die Erker, das segmentbogige Giebelfeld zur Hauptstraße und der mit einer Turmhaube erhöhte Ecktrakt besonders üppig mit floralem und figürlichem Dekor versehen sind. Die Fassaden„haut“ gewinnt nach oben zu an Leichtigkeit: über einem schweren, unregelmäßigem Rustika-Erdgeschoss ist die erste Etage mit dunklerem Rieselputz gestaltet, während die beiden Obergeschosse fast schmucklos in hellem Glattputz erscheinen. Als Kontrast zum grobkörnigen Putz sind Fenster und Erker mit gequaderten Glattputzkanten versehen. Die Traufzone unter dem Giebel und dem Eckturm ist durch geometrisches Schablonendekoration geschmückt. Das Erdgeschoss wurde 1960 durch Schaufensterumbauten verändert. LfD/1998/2002 | 09291318 |
|                                         | Mietshaus in halboffener Bebauung | Gohliser Straße 24 (Karte)                                | 1868, im Kern (Mietshaus)                                                                             | mit Laden, Putzfassade, baugeschichtlich von Bedeutung An der Grenze zwischen Gohlis und der Pfaffendorfer Flur (Leipziger Straße 1) ließ sich 1868 Theodor Einenckel, Mechanicus in Leipzig, von Zimmermeister C. Leonhardt ein Wohnhaus mit Seitengebäude erbauen. Erhalten ist der Grundtyp des Hauses: dreigeschossig mit flacher Mittelvorlage, die in einem zweiachsigen Zwerchhaus ausläuft. Der Eingang befand sich an der Rückseite, hier lagen Küche und Kammern, eine gewendelte Treppe führte in die Obergeschosse. Nach vorn lagen drei zweifenstrige Zimmer. 1896 ließ der Besitzer der 1895 im Hof errichteten Fabrik das Wohnhaus umbauen: das Erdgeschoss wurde durch drei rundbogige Schaufenster geöffnet, die Fenster darüber erhielten eine geradlinige Verdachung und Balkonkörbchen, das Zwerchhaus und die Giebelseite einen Stufengiebel bzw. eine Erker. Das Fabrikgebäude im Hof, ein viergeschossiger Ziegelbau mit ausgebautem Mansarddach und erhöhtem Ecktrakt, erstreckte sich hinter dem hier noch bestehenden Exerzierhaus. 1904 produzierte hier die Maschinenfabrik „Diamant“, später die Firma Lösche (Musikautomaten) 1930 die Buchbinderei Thieme. LfD/1998/2002 | 09291319 |
|                                         | Fabrikgebäude in rückwärtiger Bebauung | Gohliser Straße 24a (Karte)                               | | | 09306911 |
|                                         | Mietshaus in geschlossener Bebauung sowie Laden (mit Ladenausstattung) | Gohliser Straße 26 (Karte)                                | 1873–1874 (Mietshaus)                                                                                 | Mietshaus mit Hausdurchgang und Läden, Putzfassade, baugeschichtlich von Bedeutung | 09302535 |
|                                         | Mietshaus in heute offener Bebauung | Gohliser Straße 29 (Karte)                                | 1878 (Mietshaus)                                                                                      | mit Läden, Putzfassade, baugeschichtlich von Bedeutung Das dreigeschossige Haus mit Mezzaningeschoss unter dem Flachdach gehört zu der geschlossenen Bebauung der Leipziger Straße, die seit Ende der 1860er Jahre entstand. Es wurde 1878 als Doppelhaus mit der kriegszerstörten Nummer 27 errichtet. Etwa unter dem Eingang der Nummer 27 floss die Rietzschke, die bei Bau der Häuser überwölbt wurde. (Sie floss parallel zum neuprojektierten Poetenweg in die Pleiße.) Bereits zur Erbauungszeit wurde das gesamte Erdgeschoss von Läden und Comptoirs eingenommen. Die Fassade mit den gleichmäßig und dicht gereihten Fensterachsen wird in der Mittelachse durch Dreiecks- bzw. Segmentverdachung zentriert. Ein kräftiges Gesims trennt das Erdgeschoss und das Mezzanin von den Hauptgeschossen. Die feinprofilierten Fensterfaschen, Gesimse und der Triglyphenfries verleihen der schlichten Fassade architektonische Stimmigkeit. LfD/1998/2002 | 09291320 |
| Weitere Bilder                          | Mietshaus in halboffener Bebauung in Ecklage | Gohliser Straße 32 (Karte)                                | 1872 (Mietshaus)                                                                                      | ehemals mit Eckgaststätte, Putzfassade, baugeschichtlich von Bedeutung Das Eckhaus zur Fritz-Seger-Straße (Bismarckstraße) entstand 1872 nach Plänen des Gohliser Maurermeisters Carl Harz. Sein spitzwinkliger Grundriss mit der damals noch nicht verbindlichen Eckverbrechung entspricht der Straßenführung. Über den Läden im Erdgeschoss war ein Entresol als Lagergeschoss angelegt, wie dessen zweiachsig zusammengefasste Fenster waren auch die Schaufenster angelegt. Diese durch Putzquaderung gestaltete und mit Segmentbögen abgeschlossene Erdgeschosszone bildete einen wirkungsvollen Sockel für das viereinhalbgeschossige, mit flachem Walmdach angeschlossene Gebäude. Die oberen, jeweils durch Gesims getrennten Geschosse sind entsprechend schlichter gehalten. LfD/1998/2002 | 09291321 |
|                                         | Mietshaus in geschlossener Bebauung | Gohliser Straße 35 (Karte)                                | 1876 (Mietshaus)                                                                                      | mit Laden, Putzfassade, Ladenfront original, baugeschichtlich von Bedeutung Beide Häuser entstanden 1876 anstelle einer bereits vorhandenen dörflichen Bebauung. Der Gohliser Maurermeister Heintze baute sie für Moritz Bauermann, der 1877 in den gleichzeitig errichteten Seitengebäuden eine Schlächterei errichtete. Im Erdgeschoss der Vorderhäuser befanden sich „Gewölbe“, das heißt Läden und ein Branntweinausschank. Im Grundriss war eine Wohnung pro Etage mit drei Vorderzimmern sowie Küche und Kammer hofseitig angelegt. Mit Ausnahme des veränderten Erdgeschosses ist die ursprüngliche Fassadengliederung der 1870er Jahre mit profilierten Fensterfaschen und -verdachungen, Putznutung in den beiden Hauptgeschossen und Felderung im Obergeschoss erhalten. LfD/1998/2002 | 09293123 |
|                                         | Mietshaus in geschlossener Bebauung | Gohliser Straße 36 (Karte)                                | 1860er Jahre (Mietshaus)                                                                              | mit Laden, Putzfassade, baugeschichtlich von Bedeutung Bauakte erst ab 1887: Antrag des Lehrers Krieger auf Ladeneinbau. Das Haus entstand wahrscheinlich in den 1860er Jahren, worauf die Fensterfaschen und der neogotische Fries in der Dachzone deuten. LfD/1998/2002 | 09293000 |
|                                         | Mietshaus in geschlossener Bebauung | Gohliser Straße 37 (Karte)                                | 1876 (Mietshaus)                                                                                      | mit Laden, Ladenfront alt, Putzfassade, baugeschichtlich von Bedeutung Beide Häuser entstanden 1876 anstelle einer bereits vorhandenen dörflichen Bebauung. Der Gohliser Maurermeister Heintze baute sie für Moritz Bauermann, der 1877 in den gleichzeitig errichteten Seitengebäuden eine Schlächterei errichtete. Im Erdgeschoss der Vorderhäuser befanden sich „Gewölbe“, das heißt Läden und ein Branntweinausschank. Im Grundriss war eine Wohnung pro Etage mit drei Vorderzimmern sowie Küche und Kammer hofseitig angelegt. Mit Ausnahme des veränderten Erdgeschosses ist die ursprüngliche Fassadengliederung der 1870er Jahre mit profilierten Fensterfaschen und -verdachungen, Putznutung in den beiden Hauptgeschossen und Felderung im Obergeschoss erhalten. LfD/1998/2002 | 09293061 |
|                                         | Mietshaus in geschlossener Bebauung | Gohliser Straße 40 (Karte)                                | um 1910 (Mietshaus)                                                                                   | mit Laden, Sandsteinfassade, Reformstil-Architektur, baugeschichtlich von Bedeutung | 09291322 |
|                                         | Mietshaus in geschlossener Bebauung in Ecklage | Gohliser Straße 41 (Karte)                                | 1887/1888 (Mietshaus)                                                                                 | mit Läden, Putzfassade, baugeschichtlich von Bedeutung Das Eckhaus zur damaligen Hauptstraße des Dorfes Gohlis, heute Menckestraße, wurde 1887 im Zuge der Neubebauung eines ehemaligen Gutshofes errichtet. An seiner Stelle stand bis dahin eines der ortstypischen zweigeschossigen, fünfachsigen Häuser mit Zwerchhaus. Den Garten bis zur Hauptstraße schloss ein Eckpavillon ab, der große Gutshof wurde von Stallgebäuden und Scheune umschlossen. Das viergeschossige Eckhaus wurde von Maurermeister Harz für Marie Günther errichtet. Das Erdgeschoss war bereits zur Entstehungszeit von Läden eingenommen, die Geschosse darüber sind in der zeittypischen Horizontalbetonung jeweils durch kräftige Gesimse getrennt, der dreiachsige Eckrisalit durch Spundierung, Fensterverdachungen und einen zweigeschossigen Erker betont. Über den beiden plastisch hervorgehobenen Hauptgeschossen zeigt sich das Obergeschoss mit kleineren Fenstern und in schlichterer Gestaltung. Gleichzeitig wurde die Bebauung der Straßenfront zur Hauptstraße fortgesetzt und damit die Umbauung des ehemaligen Gutshofes abgeschlossen. (Siehe Menckestraße 1). LfD/1998/2002 | 09291323 |
|                                         | Mietshaus in halboffener Bebauung in Ecklage, mit ehemaliger Apotheke | Gohliser Straße 42 (Karte)                                | bezeichnet 1873 (Mietshaus)                                                                           | mit Laden, historisierende Klinkerfassade, baugeschichtlich und ortsentwicklungsgeschichtlich von Bedeutung Die Kronenapotheke an der Ecke zur Ulrichstraße wurde 1873 für den Apotheker Münch von dem bekannten Leipziger Baumeister Moritz Münch erbaut. Das dreigeschossige, mit Flachdach versehene Gebäude besaß eine Terrasse mit Pergola vor der abgeschrägten Ecke zum Platz, hier befand sich der Eingang zur Apotheke, die mit Labor und Nebenräumen das ganze Erdgeschoss einnahm. Der Wohnungseingang lag an der Leipziger Straße, hier ist der Sockel in seiner Bruchsteinmauerung der Terrasse angeglichen. Fein profilierte Gesimse trennen die Geschosse voneinander, drei Eckachsen werden durch einen Schmuckfries sowie durch Balkon- und Fensterbrüstungen hervorgehoben. Die übrigen Flächen des schön gegliederten spätklassizistischen Gebäudes sind mit roten Ziegelverblendern farbig gestaltet. Bis um 1998 befand sich hier die Apotheke. LfD/1998/2002 | 09291324 |
|                                         | Mietshaus in halboffener Bebauung in Ecklage | Gohliser Straße 43 (Karte)                                | 1878–1879 (Mietshaus)                                                                                 | mit Läden, zeittypische Putzfassade, Eckbetonung durch Balkons, baugeschichtlich und ortsentwicklungsgeschichtlich von Bedeutung, die Gebäude Nummer 43 und 45 prägen die Platzfront gegenüber der Gohliser Friedenskirche Nummer 43/45: Am 17. Juli 1878 erging Bauantrag für ein Eckwohngebäude in Unternehmerschaft von Oswald Braune sowie Maurermeister Carl Harz, der Entwurf und Ausführung übernahm. Zeitgleich sollte ein Seitengebäude mit Waschhaus und zwei Remisen entstehen. Kurz darauf eingereichte Grundrissänderungen betrafen die rechte Gebäudehälfte, in dessen Keller ein Backofen nebst Backstube einzurichten war. Nach Erteilung der Baugenehmigung am 17. August 1878 entstand eine neue Fassadenzeichnung für den rechten Gebäudeteil, der bereits begonnen worden war und zum Dezember fertig gestellt war. Für das Eckwohngebäude erfolgte die Bauabnahme zum 5. August 1879. Das Wohnhaus auf dem Nachbargrundstück Menckestraße 2 wurde im Zusammenhang mit Instandsetzungsarbeiten am Eckhaus 1953 als Trümmergrundstück betitelt. Ein Bauantrag über Instandsetzungsarbeiten an der Gohliser Straße 43 ging am 28. Februar 1956 ein. Gegenüber der Gohliser Friedenskirche und am schmalen Straßeneingang zum ehemaligen Gohliser Dorfanger wirkt der prächtige Eckwohnungsbau städtebaulich unverzichtbar, manifestiert mit seiner klassizistischen Putz- und Stuckfassade den Wandel des Vorortes Gohlis von bäuerlicher Prägung hin zur gründerzeitlichen Bebauung. Besonders wirkungsvoll die verbrochene Ecke mit Balkonen, auf die präsente Lage des Grundstücks verweist die komplette Nutzung des Erdgeschosses durch Handel und Gewerbe. Stehende Gauben zeigen die Wohnnutzung des mit Naturschieferplatten gedeckten Mansardengeschosses. Das schmale Haus Gohliser Straße 45 erfuhr im zweiten Drittel des 20. Jahrhunderts eine Fassadenglättung, hier jeweils eine Wohnung pro Etage. Beide Häuser mit erhaltener Ausstattung, der alte Backofen im hofseitigen Anbau mit weißen Verblendziegeln musste wegen seines ruinösen Zustandes 2012/2013 leider abgebrochen werden. Die Sanierung beider Gebäude erfolgte im Jahr 2014, dabei wurde zunächst der gesamte originale Stuck des Eckhauses abgeschlagen und lediglich die Sandsteinsohlbänke blieben in situ erhalten, bei Nummer 45 wurde eine historisierende Anpassung an Nummer 43 vorgenommen. Beide Gebäude prägen städtebaulich die Platzfront gegenüber der Gohliser Friedenskirche, das Haus Nummer 43 ist zudem wirkungsvoll als Eckwohngebäude zur Menckestraße, baugeschichtlich und ortsentwicklungsgeschichtlich bedeutsam. LfD/2012, 2014, 2018 | 09298020 |
|                                         | Mietshaus in geschlossener Bebauung | Gohliser Straße 45 (Karte)                                | 1878 (Mietshaus)                                                                                      | mit Läden, Putzfassade, baugeschichtlich und ortsentwicklungsgeschichtlich von Bedeutung, die Gebäude Nummer 43 und 45 prägen die Platzfront gegenüber der Gohliser Friedenskirche Das schmale Haus Gohliser Straße 45 erfuhr im zweiten Drittel des 20. Jahrhunderts eine Fassadenglättung, hier jeweils eine Wohnung pro Etage. Ausstattung des Hauses erhalten. Sanierung 2014, dabei wurde bei Nummer 45 eine historisierende Anpassung an Nummer 43 vorgenommen. Die Gebäude Nummer 43 und 45 prägen die Platzfront gegenüber der Gohliser Friedenskirche, baugeschichtlich und ortsentwicklungsgeschichtlich bedeutsam. LfD/2012, 2014 | 09306488 |
|                                         | Mietshaus in ehemals geschlossener Bebauung | Gothaer Straße 3 (Karte)                                  | 1873 (Mietshaus)                                                                                      | Putzfassade, baugeschichtlich von Bedeutung | 09294003 |
|                                         | Mietshaus in geschlossener Bebauung | Gothaer Straße 5 (Karte)                                  | 1873 (Mietshaus)                                                                                      | Putzfassade, baugeschichtlich von Bedeutung | 09294004 |
|                                         | Mietshaus in halboffener Bebauung | Gothaer Straße 13 (Karte)                                 | 1881/1883 (Mietshaus)                                                                                 | ehemals mit Laden, Putzfassade mit Sandsteingliederung, baugeschichtlich von Bedeutung | 09294006 |
|                                         | Mietshaus in halboffener Bebauung | Gothaer Straße 15 (Karte)                                 | 1883 (Mietshaus)                                                                                      | Putzfassade mit Sandsteingliederung, baugeschichtlich von Bedeutung | 09294007 |
|                                         | Mietshaus in geschlossener Bebauung | Gothaer Straße 16 (Karte)                                 | 1878 (Mietshaus)                                                                                      | mit Tordurchfahrt, Putzfassade, baugeschichtlich von Bedeutung | 09294008 |
|                                         | Mietshaus in halboffener Bebauung | Gothaer Straße 17 (Karte)                                 | 1891 (Mietshaus)                                                                                      | ehemals mit Laden, Putzfassade, baugeschichtlich von Bedeutung | 09294009 |
|                                         | Mietshaus in geschlossener Bebauung | Gothaer Straße 18 (Karte)                                 | 1879 (Mietshaus)                                                                                      | mit Tordurchfahrt, Putzfassade, baugeschichtlich von Bedeutung | 09294010 |
|                                         | Mietshaus in ehemals geschlossener Bebauung | Gothaer Straße 22 (Karte)                                 | 1881 (Mietshaus)                                                                                      | Putzfassade, baugeschichtlich von Bedeutung | 09294011 |
|                                         | Mietshaus in ehemals geschlossener Bebauung und Hinterhaus | Gothaer Straße 28 (Karte)                                 | 1873/1874 (Mietshaus)                                                                                 | Vorderhaus mit Hausdurchgang, Putzfassade, baugeschichtlich von Bedeutung | 09294014 |
|                                         | Mietshaus in geschlossener Bebauung mit Vorgarten | Heinrothstraße 4 (Karte)                                  | 1935 (Mietshaus)                                                                                      | Putz-Klinker-Fassade mit zwei flachen Erkern, baugeschichtlich von Bedeutung | 09293049 |
|                                         | Doppelmietshaus (mit Stallbaumstraße 36) in geschlossener Bebauung in Ecklage mit Vorgarten | Heinrothstraße 5 (Karte)                                  | um 1900 (Doppelmietshaus)                                                                             | Putzfassade, baugeschichtlich von Bedeutung | 09292950 |
|                                         | Mietshaus in geschlossener Bebauung mit Vorgarten | Heinrothstraße 6 (Karte)                                  | 1936 (Mietshaus)                                                                                      | bildet eine Hauszeile mit Nummer 8–16, Putzfassade, Terrazzo im Eingangsbereich, baugeschichtlich von Bedeutung | 09293050 |
|                                         | Handschwengelpumpe mit Brunnenschacht und Abdeckplatte | Herloßsohnstraße (Karte)                                  | 1914 (Handschwengelpumpe)                                                                             | gegenüber Herloßsohnstraße 2, ortsgeschichtlich von Bedeutung | 09296889 |
|                                         | Mietshaus in halboffener Bebauung in Ecklage | Herloßsohnstraße 2 (Karte)                                | 1896 (Mietshaus)                                                                                      | mit Eckladen, Klinkerfassade, baugeschichtlich von Bedeutung | 09293052 |
|                                         | Mietshaus in ehemals geschlossener Bebauung | Herloßsohnstraße 4 (Karte)                                | 1905 (Mietshaus)                                                                                      | ehemals mit Laden, Klinkerfassade, baugeschichtlich von Bedeutung | 09293053 |
|                                         | Mietshaus in ehemals geschlossener Bebauung mit Einfriedung und Vorgarten | Herloßsohnstraße 7 (Karte)                                | 1908 (Teil eines Doppelmietshauses)                                                                   | Doppelmietshaus mit Nummer 9, Putzfassade, baugeschichtlich von Bedeutung | 09293054 |
|                                         | Mietshaus in geschlossener Bebauung mit Einfriedung und Vorgarten | Herloßsohnstraße 9 (Karte)                                | 1905 (Teil eines Doppelmietshauses)                                                                   | Doppelmietshaus mit Nummer 7, Putzfassade, baugeschichtlich von Bedeutung | 09293055 |
| Weitere Bilder                          | Doppelmietshaus in geschlossener Bebauung mit Gedenktafel für Felix Petyrek und Vorgarten | Herloßsohnstraße 11; 13 (Karte)                           | 1913 (Doppelmietshaus)                                                                                | Putzfassade, Reformstil-Architektur, baugeschichtlich von Bedeutung | 09293056 |
|                                         | Mietshaus in ehemals geschlossener Bebauung (Doppelmietshaus mit Nr. 14) | Herloßsohnstraße 12 (Karte)                               | 1905 (Teil eines Doppelmietshauses)                                                                   | baugeschichtlich von Bedeutung | 09293057 |
|                                         | Mietshaus in ehemals geschlossener Bebauung (Doppelmietshaus mit Nr. 12) | Herloßsohnstraße 14 (Karte)                               | 1905 (Teil eines Doppelmietshauses)                                                                   | baugeschichtlich von Bedeutung | 09293058 |
|                                         | Mietshaus in geschlossener Bebauung in Ecklage mit Vorgarten | Herloßsohnstraße 17 (Karte)                               | 1890er Jahre (Mietshaus)                                                                              | Putzfassade, Windfangtür, baugeschichtlich von Bedeutung | 09293059 |
|                                         | Mietshaus in halboffener Bebauung, mit Vorgarten und Einfriedung | Kanalstraße 5 (Karte)                                     | 1925–1926 (Mehrfamilienwohnhaus)                                                                      | mit Bleichertstraße 14 zur Wohnanlage Blochmannstraße 23–27 gehörend, Putzfassade, Terrazzo im Eingangsbereich, im traditionalistischen Stil, baugeschichtlich von Bedeutung | 09293886 |
|                                         | Mietshaus in geschlossener Bebauung und Vorgarten | Kasseler Straße 1 (Karte)                                 | 1870 (Mietshaus)                                                                                      | mit Tordurchfahrt, Putzfassade, Holzpaneele in der Tordurchfahrt, baugeschichtlich von Bedeutung | 09294272 |
|                                         | Mietshaus in geschlossener Bebauung mit Vorgarten | Kasseler Straße 3 (Karte)                                 | um 1900 (Mietshaus)                                                                                   | Putzfassade, baugeschichtlich von Bedeutung | 09294273 |
|                                         | Wohnhaus in offener Bebauung mit Vorgarten | Kasseler Straße 4 (Karte)                                 | 1877 (Wohnhaus)                                                                                       | Putzfassade, baugeschichtlich von Bedeutung | 09294274 |
|                                         | Mietshaus in geschlossener Bebauung | Kasseler Straße 5 (Karte)                                 | 1900/1905 (Mietshaus)                                                                                 | ehemals mit Laden, Putzfassade, Stuck, Holzpaneele und Wandmalerei im Eingangsbereich, baugeschichtlich von Bedeutung | 09294275 |
|                                         | Mietshaus in geschlossener Bebauung | Kasseler Straße 7 (Karte)                                 | um 1900 (Mietshaus)                                                                                   | mit Tordurchfahrt, Putzfassade, Schablonenmalerei in der Tordurchfahrt, baugeschichtlich von Bedeutung | 09294276 |
|                                         | Mietshaus in geschlossener Bebauung mit Vorgarten und Seitenflügel im Hof | Kasseler Straße 8 (Karte)                                 | 1865/1900 (Mietshaus)                                                                                 | Klinkerfassade, baugeschichtlich von Bedeutung | 09294277 |
|                                         | Mietshaus in geschlossener Bebauung, ehemalige Bäckerei sowie historische Dekopiersäge | Kasseler Straße 11 (Karte)                                | 1888 (Mietshaus), um 1910 (Dekopiersäge)                                                              | mit Tordurchfahrt und Laden, Putzfassade, Holzpaneele in der Tordurchfahrt, baugeschichtlich von Interesse als Dokument der gründerzeitlichen Ortsteilentwicklung, Dekopiersäge der Firma Lingner um 1910 Nach Erteilung der Baugenehmigung am 29. September 1888 wurde das viergeschossige Mietshaus in rekordverdächtiger Bauzeit unter der Bauherrenschaft des Zimmermanns F. Albin Börngen errichtet und die Fertigstellung am 15. Dezember des gleichen Jahres angezeigt. Im Hofgebäude war eine Bäckerei untergebracht – der Warenverkauf erfolgte im Laden des Vordergebäudes. 1903 wird der Kaufmann Friedrich Arno Klingner als Eigentümer erwähnt, 1905 ging das Grundstück in den Besitz des Bäckermeisters Ernst Hermann Knorr über. Die gut proportionierte gründerzeitliche Putzfassade erfährt ihre Gliederung durch jeweils zweiachsige Seitenrisalite, die Horizontale wird durch die Reihung reich dekorierter Fensterverdachungen und große Stuckkonsolen im Traufbereich bestimmt. LfD/2005 | 09294278 |
| Weitere Bilder                          | Mietshausgruppe in geschlossener Bebauung | Kasseler Straße 11a; 13; 15; 15a (Karte)                  | 1890er Jahre (Mietshaus)                                                                              | Nummer 15 ehemals mit Laden, Nummer 13 mit Tordurchfahrt, Klinkerfassade, baugeschichtlich von Bedeutung | 09294279 |
|                                         | Mietshaus in geschlossener Bebauung | Kasseler Straße 16 (Karte)                                | um 1895 (Mietshaus)                                                                                   | mit Tordurchfahrt, Putzfassade, Holzpaneele in der Tordurchfahrt, baugeschichtlich von Bedeutung | 09294280 |
|                                         | Mietshaus in geschlossener Bebauung | Kasseler Straße 17 (Karte)                                | 1910/1915 (Mietshaus)                                                                                 | ehemals mit Laden, Putzfassade, Laden original, baugeschichtlich von Bedeutung | 09296952 |
|                                         | Mietshaus in geschlossener Bebauung | Kasseler Straße 19 (Karte)                                | 1900/1905 (Mietshaus)                                                                                 | Putzfassade, baugeschichtlich von Bedeutung | 09294281 |
|                                         | Mietshaus in geschlossener Bebauung und Vorgarten | Kasseler Straße 20 (Karte)                                | 1891–1892 (Mietshaus)                                                                                 | mit Tordurchfahrt, Putzfassade, das Gebäude im geschlossenen Straßenzug besitzt einen baugeschichtlichen und ortsentwicklungsgeschichtlichen Wert Zwischen Juli 1891 und Februar 1892 wurde das Projekt zur Errichtung eines Vorder- und eines Hinterwohngebäudes sowie einer Waschküche durch die ausführenden Bauherren, die Zimmermeister Karl Göldner und B. Schulze aus Gohlis, in die Tat umgesetzt. Das heute nicht mehr vorhandene achtachsige Hinterhaus besaß eine Putzfassade und in den drei Geschossen jeweils drei kleine Wohnungen. Das Vordergebäude zeigt sich mit repräsentativer viergeschossiger Schaufassade: Glattputz, Gliederungselemente und detailreicher historistischer Stuckdekor ergeben ein sehenswertes Gesamtbild. Zeitgemäß erfolgte eine Risalitformung und die gestalterische Betonung der beiden mittleren Etagen. Für die Erschließung des Hofraumes dient eine Tordurchfahrt. 2005 Antrag für Sanierung, Umbau, Ausbau des Dachraumes sowie Balkonanbau am Vorderhaus gestellt von Friedrich Keller aus München in Zusammenarbeit mit der baubetreuenden Leipziger Diplom-Ingenieurin Christine Partschefeld. Erhalten ist wohl auch die qualitätvolle Innenausstattung. Das Gebäude im geschlossenen Straßenzug besitzt einen baugeschichtlichen und ortsentwicklungsgeschichtlichen Wert. LfD/2013, 2014 | 09294282 |
|                                         | Mietshaus in offener Bebauung in Ecklage mit Einfriedung und Vorgarten | Kasseler Straße 21 (Karte)                                | bezeichnet 1899/1900 (Mietshaus)                                                                      | Putzfassade, baugeschichtlich von Bedeutung | 09294283 |
|                                         | Mietshaus in geschlossener Bebauung und Vorgarten | Kasseler Straße 22 (Karte)                                | 1892–1893 (Mietshaus)                                                                                 | Mietshaus mit Tordurchfahrt und ehemals Laden mit originaler Ladenfront, historisierende Putzfassade, preußische Kappen in der Tordurchfahrt, baugeschichtlich von Bedeutung Bauherren und Ausführende in Personalunion waren die beiden Zimmermeister Karl Göldner und B. Schulze, die 1892 ein Vorder- und ein Hinterwohngebäude beantragten und 1893 erbauten (seinerzeit Braustraße 10). In beiden Häusern drei Wohnungen in den oberen Etagen und zwei Wohnungen im Parterre, im Erdgeschoss des vorderen Hauses eine kappengewölbte Durchfahrt sowie ein Laden statt einer zunächst beabsichtigten Restauration. Kurze Zeit zuvor übrigens hatten die beiden genannten Herren das Nachbargrundstück (heute Nummer 20) bebaut. Um- und Anbauarbeiten 1896 im Zusammenhang mit der Einrichtung einer Gaststätte: jetzt waren eingerichtet im Erdgeschoss Gaststube, Gesellschaftszimmer, Frühstücksstube sowie Küche und Speisekammer. 2000/2001 Abbruch des Hinterhauses sowie Beantragung von Balkonanbau und Maisonettenwohnungen im Dachgeschoss des Vordermietshauses durch die Grundstücksgemeinschaft Schkeuditzer Straße 22 GbR und Entwürfen der Freien Architekten Hansen & Petersen aus Leipzig. Die Putzfassade mit seitlich betonten gekuppelten Achsen und Hervorhebung der beiden mittleren Geschosse. Vielgestaltig konzipiert ist der Historismusdekor, der unter anderem einen Zahnschnittfries mit Stuckkonsolen an der Traufe aufweist. Heute sind Laden bzw. Gaststätte einer Wohnnutzung unterworfen. Ein baugeschichtlicher und ein ortsentwicklungsgeschichtlicher Wert sind für das im geschlossenen Straßenzug liegende Mietshaus zu konstatieren, dokumentiert es doch die Phase der umfassenden gründerzeitlichen Ortserweiterung. LfD/2012, 2014 | 09296951 |
|                                         | Mietshaus in geschlossener Bebauung | Kasseler Straße 24 (Karte)                                | um 1890 (Mietshaus)                                                                                   | Klinkerfassade, baugeschichtlich von Bedeutung | 09296950 |
|                                         | Mietshaus in offener Bebauung mit Einfriedung und Vorgarten | Kasseler Straße 25 (Karte)                                | um 1895 (Mietshaus)                                                                                   | Putzfassade, baugeschichtlich von Bedeutung | 09294284 |
|                                         | Mietshaus in geschlossener Bebauung mit Vorgarten | Kasseler Straße 26 (Karte)                                | um 1885 (Mietshaus)                                                                                   | Klinkerfassade, baugeschichtlich von Bedeutung | 09296948 |
|                                         | Mietshaus in geschlossener Bebauung mit Vorgarten | Kasseler Straße 28 (Karte)                                | um 1885 (Mietshaus)                                                                                   | | 09296949 |
|                                         | Mietshaus in halboffener Bebauung, Wohnhaus (Hinterhaus) und Plastik im Hof | Kasseler Straße 31; 33 (Karte)                            | 1938 (Mietshaus)                                                                                      | Putzfassade, baugeschichtlich von Bedeutung | 09294285 |
|                                         | Mietshaus in geschlossener Bebauung und Vorgarten | Kasseler Straße 32 (Karte)                                | um 1890 (Mietshaus)                                                                                   | mit Tordurchfahrt, Klinkerfassade mit Kunststeingliederung, baugeschichtlich von Bedeutung | 09297775 |
| Weitere Bilder                          | Wohnhaus (Hinterhaus) in halboffener Bebauung, mit Garten und Gartenplastiken | Kasseler Straße 33 (Karte)                                | 1938 (Wohnhaus)                                                                                       | liegt hinter Kasseler Straße 31, Putzfassade, Zeltdach, baugeschichtlich von Bedeutung | 09294132 |
|                                         | Mietshaus in geschlossener Bebauung mit Vorgarten | Kasseler Straße 34 (Karte)                                | 1895/1900 (Mietshaus)                                                                                 | mit Hausdurchgang, Putzfassade, Stuck, baugeschichtlich von Bedeutung | 09294286 |
|                                         | Mietshaus in halboffener Bebauung, mit Vorgarten, Garten und Remisengebäude im Hof | Kasseler Straße 35 (Karte)                                | 1893–1894 (Mietshaus), 1893–1895 (Remisengebäude)                                                     | mit Tordurchfahrt, Klinkerfassade, baugeschichtlich von Bedeutung Ein erstes Baugesuch für ein „herrschaftliches Wohngebäude“ reichte im August 1893 Kaufmann F. Robert Röthig ein, unter Beifügung von Zeichnungen nebst statischer Berechnungen des Architekten Leopold Stentzler. Diese Pläne zeigten ein durch reichen Stuckdekor, einen schmuckreichen Turmaufsatz an der verbrochenen Ecke und einen Risalit mit neurenaissancecistischem Zwerchhaus geprägtes „villenartiges Wohngebäude“, nebst entsprechender zeitgemäßer Gartengestaltung. Zeitgleich war ein ebenfalls mit üppigem historistischem Zierrat versehenes Stallgebäude mit Waschküche, Wagenremise und Futterboden im Hof vorgesehen. Mitte Januar 1894 gelangten neue Pläne der oben Beteiligten zur Antragstellung. Ein Stempel auf den Plänen bestätigt die Mitwirkung des Baumeisters Robert Röthig aus Leipzig, Inhaber eines Bureaus für Architektur und Bauausführung. Der September brachte Pläne für die Einfriedung sowie Tekturen am Haus, im Dezember war der Bau vollendet. Für Stall- und Wohngebäude fand die behördliche Schlussprüfung am 1. Februar statt. 1929 wurden die Stallungen im Hofgebäude zu Arbeitsräumen umgebaut, dafür Türen versetzt, Fenster vergrößert und eine neue Verbindungstreppe von einem Parterreraum ins Dachgeschoss zu Lagerböden geschaffen. Für 1931 war ein Anbau an das Stallgebäude geplant, 1933 die Teilung der großzügigen Wohnung im Erdgeschoss des Vorderhauses. Architekt Curt Möbius übernahm 1935 bauleitend die Wohnungsteilungen im 1. und 2. Obergeschoss, später konzipierte Architekt Will Wohllebe 1941 drei geräumige Zweizimmerwohnungen im Dachgeschoss. Ausgeführt werden durfte nur die rechte Dachwohnung, in die ab dem 5. Mai 1943 Mieter einzogen. Der Erstentwurf des Jahres 1893 nahm einen klassischen Villenbau als Grundstruktur – Stentzler ordnete die wichtigsten Räume um ein zentrales Vestibül. Auch der Folgeentwurf sah vor, pro Etage lediglich eine Wohnung vorzuweisen, allerdings nun mit einem an einer Längsfront einzubauenden Treppenaufgang und einem um das Treppenhaus in U-Form umlaufenden Korridor. Die Fassadenzier wurde reduziert, Eckturm und Zwerchhaus entfielen. Zum Erscheinungsbild des ausgeführten Entwurfes der historistischen Mietvilla tragen insbesondere an der Schauseite drei sich über die oberen drei Etagen ziehenden Pilaster mit Stuckdekor und Kapitellen bei, die eine breite Traufzone mit abschließendem Zahnschnittfries tragen. Rötliches Sichtklinkermauerwerk korrespondiert mit hellen Gliederungselementen und zurückhaltender Stuckdekoration. Dem Haus ist ein schmaler Grünstreifen vorgelagert. Einige Freihandmalereien im Treppenhaus zeugen von der Pracht und hohem künstlerischem Niveau der Gestaltung, die weitgehend unter Spachtelmasse und Einheitsfarbe erhalten ist. Überkommen sind die qualitätvollen Wohnungseingangstüren, teilweise mit Supraporten, sowie das hölzerne Treppenhaus und Ausstattungen in den Wohnungen. Das verputzte Hofgebäude wirkt pittoresk, mit gemauerten Klinkerbögen, Sichtfachwerk, verzierten Balkenenden, Schieferdach, Speicherluken und bekrönten kleinen Gauben. Ebenerdig konnten zwei Wagen untergestellt werden, lagen Stallungen und ein Geräteraum sowie die Kutscherstube. Eine solche war auch in der oberen Etage eingerichtet, neben zwei Geschirrkammern, die eventuell auch für Einquartierungen hätten genutzt werden können. Vorderhaus und ein in etwa 1/3 der Gebäudesubstanz des Nebengebäudes ist saniert, zwei Drittel der ehemaligen Remise jedoch befanden sich Ende 2019 in schlechtem, teilweise ruinösem Zustand. Erhalten sind der Gartenbereich und einige gepflasterte Hofflächen, die bauzeitliche anspruchsvolle Einfriedung hingegen nicht. Der prachtvolle Historismusbau besitzt, einbezogen die Nebenanlagen, einen baugeschichtlichen und ortsentwicklungsgeschichtlichen Wert. LfD/2019 | 09294287 |
|                                         | Mietshaus in geschlossener Bebauung in Ecklage mit Vorgarten | Kasseler Straße 36 (Karte)                                | 1895/1900 (Mietshaus)                                                                                 | Eckladen, Putzfassade, Windfangtür, baugeschichtlich von Bedeutung | 09294288 |
|                                         | Mietshaus in geschlossener Bebauung mit Vorgarten | Kasseler Straße 37 (Karte)                                | um 1885 (Mietshaus)                                                                                   | mit Tordurchfahrt, Klinkerfassade, baugeschichtlich von Bedeutung | 09296875 |
|                                         | Mietshaus in geschlossener Bebauung | Kasseler Straße 39 (Karte)                                | um 1895 (Mietshaus)                                                                                   | Putzfassade, Schablonenmalerei im Eingangsbereich, baugeschichtlich von Bedeutung | 09294290 |
|                                         | Mietshaus in geschlossener Bebauung mit Vorgarten | Kasseler Straße 40 (Karte)                                | 1880er Jahre (Mietshaus)                                                                              | mit Tordurchfahrt, Putzfassade, baugeschichtlich von Bedeutung | 09294765 |
|                                         | Mietshaus in geschlossener Bebauung, mit Vorgarten und Einfriedung im Hof | Kasseler Straße 42 (Karte)                                | um 1895 (Mietshaus)                                                                                   | mit Tordurchfahrt, Putzfassade, baugeschichtlich von Bedeutung | 09296878 |
|                                         | Mietshaus in geschlossener Bebauung mit Vorgarten | Kasseler Straße 44 (Karte)                                | um 1895 (Mietshaus)                                                                                   | Klinkerfassade, baugeschichtlich von Bedeutung | 09296877 |
|                                         | Mietshaus in geschlossener Bebauung mit Vorgarten | Kasseler Straße 46 (Karte)                                | um 1895 (Mietshaus)                                                                                   | mit Tordurchfahrt, Klinkerfassade, baugeschichtlich von Bedeutung | 09296876 |
|                                         | Denkmal für Heinrich Pfeil | Kickerlingsberg (Karte)                                   | 1930 (Denkmal)                                                                                        | vor Kickerlingsberg Nummer 19, am 16. Oktober 1930 für den Liederdichter und Sohn eines Buchdruckers aufgestellt, künstlerisch und personengeschichtlich von Bedeutung | 09293355 |
|                                         | Wohn- und Atelierhaus, mit Einfriedung und Garten | Kickerlingsberg 15 (Karte)                                | 1927–1928 (Wohnhaus)                                                                                  | Wohn-, Atelier- und Ausstellungsgebäude des Kunsthändlers und Architekten Willy Richter, nach eigenem Entwurf erbaut, Putzfassade im Stil der klassischen Moderne, einer der frühesten kubischen Flachdach-Wohnbauten Leipzigs, baugeschichtlich und künstlerisch von Bedeutung Das kubische, weiß gestrichene Wohn- und Atelierhaus, 1928 nach Plänen seines Bauherrn, des Architekten und Kunsthändlers Willy Richter errichtet, ist eines der wenigen, konsequenten Beispiele des Bauhausstils in Leipzig. Zur Straßenseite zwei Reihen schmale Fenster, als Klappfenster in der unteren Wohnetage, als englische Fenster in der Atelieretage gestaltet. Nach der Südostseite großes Atelierfenster mit Austritt, nach dem Garten Terrasse im Obergeschoss. Schmale Fensterfaschen aus gelbgrünen Keramikfliesen und ein gesimsartiger Fries aus dem gleichen Material als Abschluss unter dem Flachdach unterstützen sehr zurückhaltend die Gliederung des Baukörpers. Neben der Eingangstür ein durchbrochenes Keramikfeld im Art-déco-Stil. LfD/1998/2002 | 09292454 |
|                                         | Wohnhaus in offener Bebauung, mit Einfriedung, Vorgarten und Treppenaufgang | Kickerlingsberg 17 (Karte)                                | 1930–1931 (Wohnhaus)                                                                                  | Putzfassade, architektonisch qualitätvoller Zugangsbereich, baugeschichtlich von Bedeutung | 09290559 |
|                                         | Villa mit Einfriedung und Vorgarten | Kickerlingsberg 19 (Karte)                                | 1914 (Villa)                                                                                          | Putzfassade, baugeschichtlich von Bedeutung Bauantrag am 8. Mai 1914 von Kaufmann Ernst Hamann. Pläne und Bauleitung von Baumeister Richard Lamm und Otto Sperling. Die zweigeschossige Villa liegt zurückgesetzt hinter der platzartigen Erweiterung an der Einmündung Poetenweg. Ein überdachter Eingangsvorbau, von rustizierten Pfeilern getragen, die darüber liegende Loggia und die drei regelmäßig Gauben im flachen Walmdach gestalten die Straßenansicht bei aller strengen Klassizität sehr einladend, die erhaltene feingliedrige Einfriedung mit dem rundbogigen Tor unterstützt diesen Eindruck. Der Eingang rechts führt zum Treppenhaus an der Nordwestecke, die Küche liegt gegenüber an der Nordostecke. Damit war die nach Norden gelegene Straßenseite durch Wirtschafts- und Funktionsräume eingenommen, während der Bereich südlich der zentralen Diele den Wohn- und Repräsentationsräumen vorbehalten war. Das große Speisezimmer an der Gartenseite ist durch einen Halbrunderker erweitert, seitlich davon befanden sich Damen- und Herrenzimmer. Der dezente Bauschmuck im Stil der Zeit mit teilweise barockisierenden Tendenzen: kannelierte Pilaster am Erker, geschwungene Schmuckfelderung im Obergeschoss und die typische Noppenumrandung an Fenstern und dem seitlichen Erkerchen. Hier Stuckpapageien und der Schriftzug „Camilla“ in Stuckrahmung. Auch die Klappläden im Obergeschoss vervollständigen den erhaltenen authentischen Eindruck. 1937 Verkauf. LfD/1998/2002 | 09293354 |
|                                         | Mietshaus in geschlossener Bebauung mit Vorgarten | Kickerlingsberg 22 (Karte)                                | 1913 (Mietshaus)                                                                                      | Putzfassade, baugeschichtlich von Bedeutung Ursprünglich zweites der Reihe von drei zusammengebauten Einfamilienhäuser zwischen Prellerstraße und Poetenweg. (Der Eckbau der Familie Cichorius kriegszerstört, durch Neubau ersetzt). Bauantrag am 29. Mai 1913 von Baumeister Carl Noack, Pläne von Architekt Walter Heßling. Die Fassade wird durch einen dreiachsigen Vorbau mit abschließendem Balkon im Dachgeschoss vor dem Zwerchhaus asymmetrisch geteilt. Links davon liegt mit Eingang, Treppenhaus und Garderobe die Erschließungsachse, im Vorbau befindet sich die große Diele. Während dieser mit seinen hohen schmalen, durch Profilierungen zusammengefassten Fenstern und den stabförmigen Gittern einen betonten Vertikalakzent setzt, bezeichnet der rechte Fassadenteil mit dem breiten Halbrundfenster die Lage des Salons. Zum Garten hin befand sich das Speisezimmer mit vorgelagerter Veranda. LfD/1998/2002 | 09296855 |
|                                         | Mietshaus in geschlossener Bebauung mit Vorgarten | Kickerlingsberg 24 (Karte)                                | 1913 (Mietshaus)                                                                                      | | 09296856 |
|                                         | Doppelmietshaus (mit Poetenweg 25) in geschlossener Bebauung in Ecklage, mit Vorgarten | Kickerlingsberg 26 (Karte)                                | 1913 (Doppelmietshaus)                                                                                | Putzfassade, baugeschichtlich von Bedeutung Die als Doppelhaus erscheinende Villa bildet den markanten Auftakt der Bebauung am Zusammenstoß von Kickerlingsberg und Poetenweg. Max Fricke schuf 1912 die Pläne für den Fabrikbesitzer Redlich, der den am Poetenweg gelegenen Hausteil in Auftrag gab. Im Dezember des Jahres führte das Baugeschäft Naumann & Mette den Bauteil Kickerlingsberg für den Kaufmann Schmuel Mandelbroit in Einklang mit Frickes Plänen weiter. Der umfangreiche zweigeschossige Bau mit dem hohen, nur wenig ausgebauten gebrochenen Mansarddach wirkt vor allem an der gemeinsamen Hauptfassade zum Platz hin durch seine harmonisch ausgewogene, ruhige Gestaltung. Anders als sonst bei Kopfbauten ist die Fassade hier konkav geschwungen, zwei dicht durchfensterte Halbrunderker akzentuieren die Gebäudeecken. Die beiden Geschosse über einem hohen Sockel sind durch zwei Gesimse optisch getrennt, wobei das höhere Erdgeschoss als Hauptetage gekennzeichnet ist. Als gliedernde Schmuckformen sind lediglich die filigranen Gitter über dem unteren Gurtgesims, die Balkongitter über den Erkern und auch die kleinteilige Fenstersprossung eingesetzt. Die beiden kurzen Seitenflügeln an den Straßenseiten sind stärker untergliedert und in den Grundrissen den Bedürfnissen der jeweiligen Bauherren angepasst. Hier sind auch die Dachflächen stärker ausgebaut, liegen die Herrschafts- und Dienstboteneingänge zu den an der Hofseite gelegenen Wirtschaftsräumen. Das in beiden Hausteilen vorhandene große trapezförmige Zimmer hinter dem Erker wurde am Poetenweg als Musikzimmer konzipiert. Eine schlichte Umzäunung aus Betonpfosten und gitterförmigem Holzzaun, die die konkave Umrisslinie aufnahm, verbindet beide Hausteile. Das Haus Kickerlingsberg ging 1931 an den Rauchwarenhändler Konstantin Perpessa (Fa. Mustafa & Perpessa). LfD/1998/2002 | 09291018 |
|                                         | Handschwengelpumpe mit Brunnenschacht und Abdeckplatte | Kirchplatz (Karte)                                        | vor 1890 (Handschwengelpumpe)                                                                         | Typ Gotik, Kirchplatz Gohlis, an der Lützowstraße, ortsgeschichtlich von Bedeutung | 09290017 |
| Weitere Bilder                          | Kirche mit Ausstattung | Kirchplatz (Karte)                                        | 1871–1873 (Kirche), 1871/1873 (Altar), 1871/1873 (Kruzifix), 1871/1873 (Kanzel), 1871/1873 (Lesepult) | neogotischer Klinkerbau, ortsgeschichtlich und baugeschichtlich von Bedeutung | 09291296 |
| Direkt Bild zu diesem Denkmal hochladen | Platzanlage | Kirchplatz (Karte)                                        | 1. Drittel 20. Jh. (Platz)                                                                            | mit Pflasterung und Grünanlage um die Friedenskirche Gohlis, ortsentwicklungsgeschichtlich von Bedeutung | 09298009 |
|                                         | Einfriedung eines Grundstücks | Kirchplatz 9 (Karte)                                      | um 1900 (Garteneinfriedung)                                                                           | kulturgeschichtlich von Bedeutung | 09293174 |
|                                         | Empfangsgebäude mit angrenzendem Güterabfertigungsgebäude und Toilettenhäuschen | Kirschbergstraße 57 (Karte)                               | 1892 (Empfangsgebäude)                                                                                | Klinkerbau, ortshistorisch und baugeschichtlich von Bedeutung | 09264562 |
|                                         | Mietshaus in halboffener Bebauung mit Einfriedung | Kirschbergstraße 66a (Karte)                              | 1898 (Mietshaus)                                                                                      | in Ecklage zu den Bahngleisen, ehemals mit Laden (Café), Klinker-Putz-Fassade, baugeschichtlich von Bedeutung | 09264554 |
|                                         | Mietshaus in geschlossener Bebauung | Kirschbergstraße 68 (Karte)                               | 1898 (Mietshaus)                                                                                      | mit Tordurchfahrt und ehemals Laden (Bäckerei seit 1898), gelbe Klinkerfassade, Stuck in der Tordurchfahrt, baugeschichtlich von Bedeutung | 09264556 |
|                                         | Mietshaus in geschlossener Bebauung | Kirschbergstraße 68a (Karte)                              | um 1895 (Mietshaus)                                                                                   | Klinkerfassade, Windfangtür 20. Jh., baugeschichtlich von Bedeutung | 09264560 |
|                                         | Mietshaus in geschlossener Bebauung | Kirschbergstraße 68b (Karte)                              | 1898 (Mietshaus)                                                                                      | Klinkerfassade, Windfangtür, baugeschichtlich von Bedeutung | 09264555 |
|                                         | Mietshaus in halboffener Bebauung | Kirschbergstraße 69 (Karte)                               | vor 1877 (Mietshaus)                                                                                  | Tordurchfahrt, Putzfassade, baugeschichtlich und ortsentwicklungsgeschichtlich von Bedeutung insbesondere als Zeugnis des Übergangs zwischen freistehender Villen- und geschlossener Mietshausbebauung Das Vorderhaus steht bereits, als 1877 ein Holzstallgebäude im Hof durch den Bauunternehmer Friedrich August Gäbler beantragt wurde. Ein Hinterwohngebäude entstand 1882 für Kürschnermeister Ernst Barthel durch den Handwerker M. Eichler und 1885–1886 ein (rechtes) Seitengebäude durch Maurermeister Germanus. Baumeister A. Schichtholz übernahm den Auftrag für die Errichtung eines Stall- und Stellmacherwerkstattgebäudes. Sanierung 2012. Prägend für die Fassade war ehemals die ausgesprochen feine Putzfassung mit eleganter Stuckgliederung, die Formen des Spätklassizismus zeigt. Beidseitig werden die Achsen betont sowie die mittlere Etage durch die aufwändigere Dekoration. Einfach in seiner Gestaltung ist das linke, 1882 erbaute dreigeschossige Seitengebäude im Hof (2014 in ruinösem Zustand, aber noch Winterfenster an der Fassade und originale Putznutung am Giebel, Streichung 2015). Für die Entwicklung der Ortsgrenze zwischen Gohlis und Möckern baugeschichtlich bedeutsamer Wohnhausbau, der durch die „Dazwischenschiebung“ eines Parkplatzes den Aussagewert des ehemals lang gestreckten Wohn- und Gewerbegrundstückes für die Wirtschafts- und Sozialstrukturen weitgehend eingebüßt hat. LfD/2014 | 09264557 |
|                                         | Mietshaus in halboffener Bebauung in Ecklage | Kirschbergstraße 70 (Karte)                               | 1897–1899 (Mietshaus)                                                                                 | mit Eckladen, Klinkerfassade, baugeschichtlich von Bedeutung Auf Möckernscher Flur gedachten die Herren Dachdeckermeister Otto Heller und Zimmergeschäftsinhaber Gustav Spahlholz 1897 ein Eckwohnhaus zu erbauen, Pläne steuerte Architekt Otto Lehmann bei. Das Erdgeschoss sollte neben einer normalen Mieteinheit zwei weitere Wohnungen mit je einbezogenem Laden erhalten, die über ein Treppenhaus mit dreieckigem Auge erschlossenen oberen Etagen ebenfalls jeweils drei Wohnungen. Keine zwei Wochen nach Erhalt der Baugenehmigung am 3. Mai 1898 wurden Bauplatz samt Vorhaben verkauft. Neue Unternehmer waren Heinrich Emil Kothe und der Architekt Albin Wilhelm Neumann, die einige Veränderungen vornahmen und die Firma der Bauunternehmer Emil Alwin Plöttner und Karl Eduard Brandt mit der Ausführung betrauten. 1899 war das Haus fertig, erhielt 1936/1937 eine Dachwohnung und weiteren Wohnraum durch den Rückbau eines Ladens in den Kriegsjahren 1940 bis 1942. Sanierung, Balkonanbau und Abbruch der 1974 errichteten Garage fällt in die Jahre 1996/1997, allerdings ohne denkmalschutzrechtliche Genehmigung. Das Haus wirkt als Eckbau an der zum Möckerner Bahnhof führenden Straße und einer zunächst privat angelegten, später nicht weiter geführten Seitenstraße weit in den öffentlichen Raum. Über verputztem Erdgeschoss – der Eckladen ist erhalten – zeigen drei Obergeschosse gelbes Klinkermauerwerk, Seitenrisalite und eine Betonung der Ecke, Gliederungselemente aus Kunststein. Am Sockel ist Quaderputz zu erhalten, unter den Sohlbänken des 2. Stockwerks befinden sich Stuckkonsolen, geglättet zeigt sich die Traufzone. Neben dem parallel laufenden Treppenhaus und Gliederungen im Eingangsbereich sind weitere Ausstattungsdetails erhalten. Das Eckhaus ist baugeschichtlich von Interesse. LfD/2018 | 09264558 |
|                                         | Villa (mit Ausstattung), mit Terrasse, Vorgarten und Einfriedung | Kirschbergstraße 71 (Karte)                               | 1874 (Villa)                                                                                          | | 09293935 |
|                                         | Mietshaus in halboffener Bebauung in Ecklage | Kirschbergstraße 72 (Karte)                               | 1895/1900 (Mietshaus)                                                                                 | Putzfassade, baugeschichtlich von Bedeutung | 09264559 |
|                                         | Mietshaus in geschlossener Bebauung | Kirschbergstraße 76 (Karte)                               | 1908 (Mietshaus)                                                                                      | Klinkerfassade, baugeschichtlich von Bedeutung | 09264561 |
|                                         | Wohnanlage bestehend aus drei Mehrfamilienhäusern | Kirschbergstraße 78; 80; 82 (Karte)                       | um 1920 (Mehrfamilienwohnhaus)                                                                        | Putzfassade, baugeschichtlich von Bedeutung | 09294196 |
|                                         | Mietvilla mit Einfriedung und Vorgarten | Knaurstraße 5; 5a (Karte)                                 | 1911 (Mietvilla)                                                                                      | Putzfassade, baugeschichtlich von Bedeutung | 09293359 |
|                                         | Handschwengelpumpe mit Brunnenschacht und Abdeckplatte | Lindenthaler Straße (Karte)                               | 1914 (Handschwengelpumpe)                                                                             | vor Nummer 1, Typ Delphin, ortsgeschichtlich von Bedeutung | 09294882 |
|                                         | Mietshaus in halboffener Bebauung in Ecklage mit Einfriedung | Lindenthaler Straße 1 (Karte)                             | 1911 (Mietshaus)                                                                                      | Putzfassade, baugeschichtlich von Bedeutung | 09293391 |
|                                         | Doppelmietshaus (mit Lindenthaler Straße 4) in offener Bebauung, mit seitlicher Einfriedung und Toreinfahrt | Lindenthaler Straße 2 (Karte)                             | 1909 (Hälfte eines Doppelmietshauses)                                                                 | Putzfassade, Terrazzo und Holzpaneele im Eingangsbereich, Reformstil-Architektur, baugeschichtlich von Bedeutung | 09293392 |
|                                         | Doppelmietshaus (mit Nr. 5) in offener Bebauung mit Einfriedung | Lindenthaler Straße 3 (Karte)                             | 1909 (Hälfte eines Doppelmietshauses)                                                                 | Putzfassade, baugeschichtlich von Bedeutung | 09293393 |
|                                         | Doppelmietshaus (mit Lindenthaler Straße 2) in offener Bebauung, mit seitlicher Einfriedung | Lindenthaler Straße 4 (Karte)                             | 1909 (Hälfte eines Doppelmietshauses)                                                                 | Putzfassade, Terrazzo und Holzpaneele im Eingangsbereich, Reformstil-Architektur, baugeschichtlich von Bedeutung | 09293394 |
|                                         | Doppelmietshaus (mit Nr. 3) in offener Bebauung | Lindenthaler Straße 5 (Karte)                             | 1909 (Hälfte eines Doppelmietshauses)                                                                 | Putzfassade, baugeschichtlich von Bedeutung | 09293395 |
|                                         | Mietshaus in offener Bebauung | Lindenthaler Straße 6 (Karte)                             | 1904 (Mietshaus)                                                                                      | Putzfassade, baugeschichtlich von Bedeutung | 09293396 |
|                                         | Mietshaus in offener Bebauung | Lindenthaler Straße 7 (Karte)                             | 1910 (Mietshaus)                                                                                      | Putzfassade, baugeschichtlich von Bedeutung | 09293397 |
|                                         | Mietshaus in offener Bebauung | Lindenthaler Straße 8 (Karte)                             | 1907 (Mietshaus)                                                                                      | Putzfassade, baugeschichtlich von Bedeutung | 09293398 |
|                                         | Villa mit Einfriedung und Garten | Lindenthaler Straße 14 (Karte)                            | 1857, im Kern (Villa)                                                                                 | Putzfassade, baugeschichtlich von Bedeutung | 09293399 |
|                                         | Mietshaus in ehemals geschlossener Bebauung | Lindenthaler Straße 30 (Karte)                            | um 1885 (Mietshaus)                                                                                   | mit Läden und Tordurchfahrt, Putzfassade, eine Ladenfront original, baugeschichtlich von Bedeutung | 09296984 |
|                                         | Mietshaus in geschlossener Bebauung in Ecklage | Lindenthaler Straße 32 (Karte)                            | um 1885 (Mietshaus)                                                                                   | mit Läden und Tordurchfahrt, Klinkerfassade, Holzpaneele in der Tordurchfahrt, Ladenfront original, baugeschichtlich von Bedeutung | 09296985 |
|                                         | Mietshaus in geschlossener Bebauung | Lindenthaler Straße 38 (Karte)                            | um 1885 (Mietshaus)                                                                                   | mit Hausdurchgang und Läden, Klinkerfassade, baugeschichtlich von Bedeutung | 09296986 |
|                                         | Mietshaus in geschlossener Bebauung | Lindenthaler Straße 39 (Karte)                            | um 1910 (Mietshaus)                                                                                   | mit Läden, Putzfassade, baugeschichtlich von Bedeutung | 09294177 |
|                                         | Mietshaus in geschlossener Bebauung in Ecklage und Vorgarten an der Elsbethstraße | Lindenthaler Straße 43 (Karte)                            | um 1875 (Mietshaus)                                                                                   | mit Läden, Putzfassade, baugeschichtlich von Bedeutung | 09294178 |
|                                         | Mietshaus in geschlossener Bebauung in Ecklage | Lindenthaler Straße 44 (Karte)                            | 1886–1888 (Mietshaus)                                                                                 | mit Läden, Putzfassade, baugeschichtlich von Bedeutung | 09297373 |
|                                         | Mietshaus in geschlossener Bebauung | Lindenthaler Straße 45 (Karte)                            | 1880er Jahre (Mietshaus)                                                                              | mit Hausdurchgang und Laden, Putzfassade, baugeschichtlich von Bedeutung | 09294179 |
|                                         | Mietshaus in geschlossener Bebauung | Lindenthaler Straße 49 (Karte)                            | 1885–1886 (Mietshaus)                                                                                 | mit Tordurchfahrt und Laden, Putzfassade, baugeschichtlich von Bedeutung | 09296988 |
|                                         | Mietshaus in geschlossener Bebauung in Ecklage und Vorgarten in der Cöthner Straße | Lindenthaler Straße 53 (Karte)                            | um 1880 (Mietshaus)                                                                                   | mit Läden, Putzfassade, Treppenhaus mit rundem Treppenauge, baugeschichtlich von Bedeutung | 09296982 |
|                                         | Mietshaus in geschlossener Bebauung in Ecklage | Lindenthaler Straße 55 (Karte)                            | um 1890 (Mietshaus)                                                                                   | mit Laden, Putzfassade, baugeschichtlich von Bedeutung | 09294180 |
|                                         | Mietshaus in ehemals geschlossener Bebauung | Lindenthaler Straße 57 (Karte)                            | um 1875 (Mietshaus)                                                                                   | mit Hausdurchgang und Laden, Putzfassade, baugeschichtlich von Bedeutung | 09293885 |
|                                         | Mietshaus in halboffener Bebauung in Ecklage | Lindenthaler Straße 59 (Karte)                            | 1880er Jahre (Mietshaus)                                                                              | mit Läden, Klinkerfassade, Treppenhaus mit rundem Auge, baugeschichtlich von Bedeutung | 09294181 |
|                                         | Mietshaus in ehemals geschlossener Bebauung | Lüderstraße 1 (Karte)                                     | um 1860 (Mietshaus)                                                                                   | mit Hausdurchgang, Putzfassade, baugeschichtlich von Bedeutung | 09297888 |
|                                         | Mietshaus in geschlossener Bebauung | Lüderstraße 5 (Karte)                                     | um 1880 (Mietshaus)                                                                                   | Putzfassade, zwei Stuckkapitelle im Eingangsbereich, baugeschichtlich von Bedeutung | 09297889 |
| Direkt Bild zu diesem Denkmal hochladen | Villa mit Einfriedung und Vorgarten | Lumumbastraße 12 (Karte)                                  | 1922–1923 (Villa)                                                                                     | Außenstelle Poliklinik Menckestraße, später Ärztehaus am Rosental, Putzfassade, baugeschichtlich von Bedeutung 24. November 1922 Antrag auf Wohnhausbau und Entwürfe von Fritz Riemann für Fabrikbesitzer Otto Bärwald. In dem kubisch wirkenden Bau dominiert zur Straßenseite der Halbrunderker, der sich über einem Fußwalm im Mansard/Walmdach fortsetzt. Kannelierte Lisenen und in Rechteckfelder gefügte Antragsarbeiten, deren Formen vom Art déco geprägt sind, heben ihn aus dem Baukörper hervor, dessen übrige Flächen nur durch die farbigen Klappläden belebt sind. Der Eingang an der Nordwestseite in eingeschossigem Vorbau, daneben Dienstboteneingang. Die Gartenseite mit Wintergartenanbau, darüber Balkon. Die drei Haupträume waren zur Straße gelegen, zur Gartenseite springt der Küchentrakt als Anbau leicht hervor. Darunter Garage.1926 Verkauf an einen jüdischen Rauchwarenfärbereibesitzer, 1935 Zwangsvollstreckung. Um 1951 Sowjetische Poliklinik, später Außenstelle der Poliklinik Nord. LfD/1998/2002 | 09291234 |
|                                         | Doppelwohnhaus (mit Prellerstraße 12) in offener Bebauung, mit Vorgarten und Einfriedung | Lumumbastraße 14 (Karte)                                  | 1936 (Hälfte eines Doppelwohnhauses)                                                                  | Putzfassade, baugeschichtlich von Bedeutung Doppelhaus mit Prellerstraße 12. Pläne 30. März 1936 von Baumeister O. Franke und Dipl. Ing. J. Leonhardt für Margarete Risop. Der Bau erscheint nicht in klassischem Sinne als Eckhaus, sondern als lang gestreckter zweigeschossiger Bau mit der Längsfront zur Lumumbastraße. Beide Hausteile sind in ihrer äußeren Erscheinung nicht identisch. So ist Lumumbastraße 14 durch einen zweigeschossigen Halbrunderker mit Art-déco-Antragsarbeiten und Halbrundfenstern mit Klappläden als Hauptansicht gekennzeichnet, während der nördliche Hausteil mit seiner schlichteren Gestaltung sich mit seinem Eingang zur Prellerstraße zuordnet. LfD/1998/2002 | 09291235 |
|                                         | Mietshaus in halboffener Bebauung in Ecklage mit Vorgarten | Lumumbastraße 18 (Karte)                                  | 1889 (Mietshaus)                                                                                      | Putzfassade, baugeschichtlich von Bedeutung 1889 Antrag auf Bau einer „Doppelvilla“ an der Ecke zur Prellerstraße von Maurermeister Moritz Wilde und Baumeister Carl Kühn. Die geplante „Geschwistervilla“ Prellerstraße 19 wurde jedoch erst nach 1894 von C. Kühn nach eigenen Plänen ausgeführt. Das große Eckhaus war ursprünglich für Etagenwohnungen angelegt, die repräsentative Fassade entsprach diesem Anspruch. Ein breiter Eckrisalit, wie die Erdgeschosszone durch Putzspundierung hervorgehoben, setzt mit Prunkbalkon, antikisierenden Ädikulaformen, Hermenpilastern und Festons den gestalterischen Hauptakzent und hält zugleich den großen Eckbau optisch zusammen. Die als Hauptfassade angelegte Seite zur Prellerstraße (wo die Geschwistervilla den Bau fortsetzten sollte), wird durch Dreiecksverdachung in der Beletage gekennzeichnet. LfD/1998/2002 | 09291237 |
|                                         | Wohn- und Kontorhaus in offener Bebauung | Lumumbastraße 27 (Karte)                                  | 1868 (Wohnhaus)                                                                                       | Klinkerfassade, eiserne Maueranker, die Fabrikgebäude überwiegend kriegszerstört und nicht mehr vorhanden, baugeschichtlich von Bedeutung Im August 1868 beantragte der Kaufmann Edmund Wilhelm Quarch (Fa. Rödiger & Quarch) den Bau eines Fabrikgebäudes nebst Kesselhaus und Dampfmaschine zum Färben und Vorrichten von Rauchwaren. Die Pläne schuf Otto Klemm, Architekt und Gerichtsamts-Maurermeister. Das Fabrikgelände lag unmittelbar an der Grenze zu Leipzig hinter den Gebäuden des Militärhospitals. Die Pläne von 1869 zeigen eine Reihe von Fabrikgebäuden entlang der heutigen Prellerstraße, beginnend mit der Wäscherei an der Pleiße, über zwei Färbereigebäude, dem dreigeschossigen Hauptgebäude und dem Wohnhaus des Fabrikbesitzers. Neben einem inzwischen umgebauten zweigeschossigen Ziegelbau an der Prellerstraße, wohl Teil der ursprünglichen Färberei, und einem anstoßenden eingeschossigen Fachwerkgebäude vom Ende des 19. Jahrhunderts ist das ehemalige Wohnhaus, ein zweigeschossiger Ziegelbau auf Feldsteinsockel mit Lisenengliederung zwischen den Fensterachsen annähernd original erhalten. Nach 1903 diente es als Kontorgebäude der nunmehrigen Chemischen Fabrik von Fritz Schulz, ab 1921 als Bürogebäude der Flügel- und Pianofabrik H. Leutke AG, nach 1928 als Gebäude der städtischen Technischen Lehranstalt. Die übrigen Fabrikgebäude wurden kriegszerstört und 1957 enttrümmert. LfD/1998/2002 | 09298005 |
| Direkt Bild zu diesem Denkmal hochladen | Mietvilla, mit Einfriedung und Vorgarten | Lumumbastraße 29 (Karte)                                  | um 1920 (Mietvilla)                                                                                   | Putzfassade, baugeschichtlich von Bedeutung Nach Angaben der Nachkriegsakte von 1963 wurde das Gebäude im Bombenangriff vom 4. Dezember 1943 stark beschädigt und gehörte zu dieser Zeit dem Architekten Fritz Riemann. Kubatur und Schmuckformen der Villa, insbesondere der spitze Giebel, die Art-déco-Antragsarbeiten am Erker und dem halbrunden Eingangsvorbau zwischen den beiden Gebäudeflügeln weisen auf eine Erbauung in den späten 1920er Jahren hin und könnten Fritz Riemann selbst zugeordnet werden. Dieser hat in den 1920er und 1930er Jahren mehrere Wohnbauten in Gohlis entworfen und wohnte 1922 noch in der Platnerstraße 5. Das Gebäude ging 1961 an die NVA (Nationale Volksarmee), die Umbauten für die Bewohner: hohe sowjetische Offiziere, veranlasste. LfD/1998/2002 | 09291239 |
| Direkt Bild zu diesem Denkmal hochladen | Eisenbahnbrücke über die Lützowstraße | Lützowstraße (Karte)                                      | 1906/1907 (Eisenbahnbrücke)                                                                           | | 09293927 |
|                                         | Vereinshaus in offener Bebauung und in Ecklage, mit Vorgarten und Einfriedung | Lützowstraße 3a (Karte)                                   | um 1925 (Vereinshaus)                                                                                 | Putzfassade, baugeschichtlich von Bedeutung | 09295875 |
| Direkt Bild zu diesem Denkmal hochladen | Einfriedung eines Villengrundstücks | Lützowstraße 4 (Karte)                                    | um 1890 (Einfriedung)                                                                                 | baugeschichtlich von Bedeutung | 09296177 |
|                                         | Villa, heute Schule, mit Einfriedung und Garten | Lützowstraße 8 (Karte)                                    | um 1900, im Kern älter (Villa)                                                                        | Putzfassade mit Mansarddach, Stuckdecke und Säulen im Gartensaal, benannt nach der Rauchwarenhändler- und Kaufmannsfamilie Lodde (später Lodde-Dodel), baugeschichtlich und ortsentwicklungsgeschichtlich von Bedeutung | 09293928 |
|                                         | Villa mit Remise, Garten und Einfriedung | Lützowstraße 17 (Karte)                                   | um 1885 (Villa)                                                                                       | Putzfassade, mit hölzernem Wintergarten, siehe auch Blumenstraße 47a, baugeschichtlich von Bedeutung | 09293931 |
|                                         | Mietshaus in ehemals geschlossener Bebauung | Lützowstraße 30a (Karte)                                  | um 1925 (Mietshaus)                                                                                   | Putzfassade, im traditionalistischen Stil, baugeschichtlich von Bedeutung | 09293929 |
|                                         | Mietshaus in geschlossener Bebauung in Ecklage | Lützowstraße 32 (Karte)                                   | 1921 (Mietshaus)                                                                                      | angrenzend an die Wohnanlage Blochmannstraße 29–59, Putzfassade, im traditionalistischen Stil, baugeschichtlich von Bedeutung | 09293930 |
|                                         | Mietshaus in geschlossener Bebauung und Vorgarten | Magdeburger Straße 2 (Karte)                              | um 1885 (Mietshaus)                                                                                   | mit Tordurchfahrt, Klinkerfassade, baugeschichtlich von Bedeutung | 09296980 |
|                                         | Mietshaus in ehemals geschlossener Bebauung mit Vorgarten | Magdeburger Straße 5 (Karte)                              | 1887 (Mietshaus)                                                                                      | Putzfassade, baugeschichtlich von Bedeutung | 09294182 |
|                                         | Mietshaus in geschlossener Bebauung mit Vorgarten | Magdeburger Straße 9 (Karte)                              | 1898 (Mietshaus)                                                                                      | Putzfassade, baugeschichtlich von Bedeutung | 09294184 |
|                                         | Mietshaus in geschlossener Bebauung mit Vorgarten | Magdeburger Straße 10 (Karte)                             | 1900 (Mietshaus)                                                                                      | mit Tordurchfahrt, Putzfassade, baugeschichtlich von Bedeutung | 09294185 |
|                                         | Mietshaus in geschlossener Bebauung mit Vorgarten | Magdeburger Straße 11 (Karte)                             | 1890er Jahre (Mietshaus)                                                                              | Klinkerfassade, baugeschichtlich von Bedeutung | 09294186 |
|                                         | Mietshaus in geschlossener Bebauung mit Vorgarten sowie Hinterhaus | Magdeburger Straße 12 (Karte)                             | 1890er Jahre (Mietshaus)                                                                              | Vorderhaus mit Tordurchfahrt, Putzfassade, baugeschichtlich von Bedeutung | 09294187 |
|                                         | Mietshaus in geschlossener Bebauung mit Vorgarten | Magdeburger Straße 13 (Karte)                             | 1890er Jahre (Mietshaus)                                                                              | Putzfassade, baugeschichtlich von Bedeutung | 09294188 |
| Weitere Bilder                          | Mietshaus in geschlossener Bebauung und Hinterhaus | Magdeburger Straße 14 (Karte)                             | um 1880 (Mietshaus)                                                                                   | Vorderhaus mit Tordurchfahrt, Putzfassade, Stuck und Malerei in der Tordurchfahrt, Hinterhaus Klinkerfassade, baugeschichtlich von Bedeutung | 09294189 |
|                                         | Mietshaus in geschlossener Bebauung in Ecklage mit Vorgarten | Magdeburger Straße 15 (Karte)                             | 1890er Jahre (Mietshaus)                                                                              | Putzfassade, baugeschichtlich von Bedeutung | 09294190 |
|                                         | Mietshaus in geschlossener Bebauung mit Hinterhaus und Nebengebäude im Hof | Magdeburger Straße 16 (Karte)                             | 1890er Jahre (Mietshaus)                                                                              | Klinkerfassaden, baugeschichtlich von Bedeutung | 09294191 |
|                                         | Mietshaus in geschlossener Bebauung mit Vorgarten | Magdeburger Straße 17 (Karte)                             | 1887 (Mietshaus)                                                                                      | Putzfassade, baugeschichtlich von Bedeutung | 09294192 |
|                                         | Mietshäuser einer Wohnanlage mit Vorgarteneinfassungen und gestaltetem Vorplatz | Magdeburger Straße 18; 20; 22; 24; 26; 28; 30; 32 (Karte) | 1929–1931 (Mehrfamilienwohnhaus)                                                                      | Wohnanlage in geschlossener, U-förmiger Bebauung, Putzfassade, baugeschichtlich von Bedeutung | 09294193 |
|                                         | Mietshaus in geschlossener Bebauung mit Vorgarten | Magdeburger Straße 19 (Karte)                             | um 1900 (Mietshaus)                                                                                   | Klinkerfassade, baugeschichtlich von Bedeutung | 09296979 |
|                                         | Mietshaus in geschlosser Bebauung mit Vorgarten | Magdeburger Straße 21 (Karte)                             | 1903 (Mietshaus)                                                                                      | Klinkerfassade, baugeschichtlich von Bedeutung | 09294194 |
|                                         | Mietshaus in geschlossener Bebauung mit Vorgarten | Magdeburger Straße 23 (Karte)                             | 1900/1905 (Mietshaus)                                                                                 | Putzfassade, baugeschichtlich von Bedeutung | 09294195 |
|                                         | Mietshaus in offener Bebauung mit Einfriedung und Vorgarten | Magdeburger Straße 25 (Karte)                             | um 1908 (Mietshaus)                                                                                   | Putzfassade, baugeschichtlich von Bedeutung | 09296965 |
| Weitere Bilder                          | Doppelmietshaus in offener Bebauung in Ecklage mit Vorgarten | Magdeburger Straße 27; 29 (Karte)                         | 1890er Jahre (Doppelmietshaus)                                                                        | Putzfassade, Stuck und Holzpaneele im Eingangsbereich, Windfangtür, baugeschichtlich von Bedeutung | 09294197 |
| Weitere Bilder                          | Mietshaus in offener Bebauung in Ecklage mit Einfriedung und Vorgarten | Magdeburger Straße 31 (Karte)                             | bezeichnet 1903 (Mietshaus)                                                                           | Putzfassade, baugeschichtlich von Bedeutung | 09294198 |
|                                         | Doppelmietshaus in offener Bebauung mit Einfriedung und Vorgarten | Magdeburger Straße 33; 35 (Karte)                         | um 1900 (Doppelmietshaus)                                                                             | Klinkerfassade, baugeschichtlich von Bedeutung | 09294199 |
|                                         | Mietshaus in geschlossener Bebauung mit Vorgarten | Magdeburger Straße 34 (Karte)                             | um 1905 (Mietshaus)                                                                                   | Klinkerfassade, Stuck und Windfangtür im Eingangsbereich, baugeschichtlich von Bedeutung | 09294200 |
|                                         | Doppelmietshaus (mit Breitenfelder Straße 36) in geschlossener Bebauung, mit Vorgarten | Magdeburger Straße 36 (Karte)                             | um 1905 (Doppelmietshaus)                                                                             | | 09294201 |
| Weitere Bilder                          | Villa mit Remise, Vorgarten und Einfriedung sowie Hofgebäude | Magdeburger Straße 38 (Karte)                             | 1900/1905 (Villa)                                                                                     | Klinkerfassade, baugeschichtlich von Bedeutung | 09294202 |
|                                         | Villa mit Vorgarten | Magdeburger Straße 40 (Karte)                             | um 1900 (Villa)                                                                                       | Putzfassade mit Klinkergliederung, im Landhausstil, baugeschichtlich von Bedeutung | 09294203 |
|                                         | Mietshaus in offener Bebauung mit Vorgarten | Magdeburger Straße 42 (Karte)                             | um 1905 (Mietshaus)                                                                                   | Klinkerfassade, baugeschichtlich von Bedeutung | 09294204 |
| Weitere Bilder                          | Doppelmietshaus in offener Bebauung mit Einfriedung und Vorgarten | Magdeburger Straße 44; 46 (Karte)                         | bezeichnet 1898 (Doppelmietshaus)                                                                     | Klinkerfassade, baugeschichtlich von Bedeutung | 09294205 |
|                                         | Mietshaus in offener Bebauung mit Einfriedung und Vorgarten sowie Hofgebäude | Magdeburger Straße 48 (Karte)                             | 1897–1898 (Mietshaus), 1898 (Einfriedung), 1897–1898 (Nebengebäude)                                   | Klinkerfassade, baugeschichtlich von Bedeutung Beantragt waren im Herbst 1897 ein freistehendes Hauptgebäude sowie ein Nebengebäude an der rückwärtigen Grundstücksgrenze zur Trasse der Thüringer Eisenbahn. Für Zimmermeister Karl Göldner, der auch die Ausführung übernahm, steuerte der Architekt Voigt Pläne und statischen Berechnungen bei, erst nach Fertigstellung der beiden Häuser 1898 wandten sich die Beteiligten der Einfriedung zu. 1902 war ein Verandaanbau an der westlichen Giebelfront vorgesehen für den Bauherren und Zimmermeister Karl Friedrich Göldner. 1909 übernahm die Leipziger Credit-Bank AG das Grundstück, reichte 1912 Pläne für das Pferdestallgebäude ein, 1913 daselbst für eine eiserne Außentreppe, Wagenremise und Aborte anbauen. Im Mai des Kriegsjahres 1918 beantragte Pferdehändler Emil Wilhelm Hermann Brunnert einen Ausbau des Stallungen (der jedoch nicht umgesetzt werden konnte), „weil er hauptsächlich Pferde für Truppenangehörige der hiesigen Garnison liefert und deshalb stets eine größere Anzahl Pferde zur Ansicht einstellen muss, was größere Stallungen erfordert“. Lediglich ein eingeschossiger Wagenschuppen mit Geschirrraum und einem Wagenwaschraum erhielt 1920 die Genehmigung der Ingebrauchnahme. Aber schon 1929 notierte Brunnert als Begründung der Einrichtung einer Auto-Reparatur-Werkhalle, dass sein „Pferdegeschäft so gut wie nicht mehr geht“ und er sich eine neue Existenz schaffen müsse. „Und zwar dadurch, dass das Pferd von der Strasse verschwindet“. Innerhalb eines mehrjährigen Prozesses waren beteiligt Baurat Prof. Paul Richter, Architekt und Baumeister Johannes Richter sowie ausführend gebunden das Baugeschäft des Hugo Reichardt, Erstellung der Veranda in Eisenkonstruktion 1933. Es zeigt sich die Fassade des Hauses mit klinkerverkleideten Obergeschossen und ebensolchem Sockelbereich, heute vereinfacht verputztem Parterre, einem polygonal-dreiseitigen Standerker, Zwerchhaus sowie Vorgarten und Einfriedung. Auch Teile der Ausstattung sind erhalten. Das Haus ist Bestandteil einer kleinen Baugruppe ähnlicher Fassadengestaltung durch rote Klinkerverblendungen und verputzten Erdgeschossbereichen (mit Nrn. 46/44 und 42), es besitzt einen baugeschichtlichen Wert. LfD/2018, 2019 | 09294206 |
|                                         | Doppelmietshaus (Marbachstraße 2 mit Platnerstraße 6) in offener Bebauung in Ecklage, mit Einfriedung, Vorgarten und Remisengebäude (Winkelstraße 1) im Hof sowie rückwärtiger Gartenanlage mit Pavillon | Marbachstraße 2 (Karte)                                   | 1901–1902 (Doppelmietshaushälfte), 1902 (Remise)                                                      | Putzfassade, städtebaulich wirksamer Eckbau im historistischen Stil, mit baugeschichtlichem Wert Oktober 1901 Antrag von Kaufmann Paul Canitz auf Bau eines Wohnhauses mit Hofgebäude. Pläne: Maurermeister Wilhelm Germanus. Mit seiner freistehenden östlichen Giebelseite grenzte es an die damalige Teichstraße (heute Winkelstraße), eine schmale Gasse, die an dem bis etwa 1897 hier befindlichen Teich entlanglief. Die Westseite des Wohnhauses bildet den Eckbereich zur 1898 projektierten Marbachstraße. Die hier nur zweiachsige Front verbindet sich durch einen Eckerker mit geschweifter Kuppel und Laterne mit der längeren, zur Platnerstraße gewandten Fassade. Mit seiner ausgeprägten Horizontalgliederung, den konventionellen Fensterverdachungen, der Geschosshierarchie etc. wirkt das Mietshaus für die Entstehungszeit sehr konservativ. Als „herrschaftliches Wohnhaus“ war es für nur eine große Wohnung pro Etage angelegt, zugänglich von Eingang und Treppenhaus an der Rückseite. 1902 wurde im Hof ein Gebäude für Stall und Remise und Kutscherwohnung erbaut. 1908 erwarb der Verlagsbuchhändler Hans Heinrich Reclam das Gebäude, er ließ im gleichen Jahr die Remise zur Garage umfunktionieren und installierte einen Gasmotor zur Erzeugung von elektrischem Licht. Durch die Familie Reclam wurde der angrenzende Garten genutzt, der heute zu den letzten in Leipzig erhaltenen, inmitten eines geschlossenen Mietshaus- und Mietvillenquartiers gelegenen Eigentümergärten gehört. Neben einem als Gartenhaus genutzten pavillonartigen Gebäude sind einige seltene aber auch typische Pflanzen erhalten und ist die Grundstruktur des Gartens ablesbar. LfD/1998/2002/2011 | 09293360 |
|                                         | Mietshaus in offener Bebauung mit Einfriedung und Vorgarten | Marbachstraße 2a (Karte)                                  | 1901–1904 (Mietshaus), 1901–1904 (Einfriedung)                                                        | straßenseitig weiße Verblendziegelfassade, baugeschichtlich von Bedeutung Zunächst brachte der Privatmann C. G. Canitz aus Grimma 1901 das Bauvorhaben für ein Wohngebäude auf den Weg, traf bereits Absprachen mit Baumeister Wilhelm Germanus zwecks Ausführung, doch erst 18 Monate später begann im April 1903 der Maurermeister Emil Plöttner als neuer Grundstücksbesitzer ausführend mit den Arbeiten. In einer jeden Etage war nur eine Wohnung vorgesehen, beinhaltend drei Stuben, drei Kammern, Korridor und Küche, Klosett, Schrankkammer und Blumenzimmer. Eine zunächst abgelehnte Dachwohnung wurde nach Rekurs am 24. Dezember 1903 doch noch genehmigt, die Schlussprüfung erfolgte im Januar 1904. In den Jahren 1936–1938 erfolgte die Errichtung einer Garage auf dem Grundstück. Über sichtbelassenem Natursteinsockel erhebt sich die elegant wirkende Straßenfassade, mit hellen Verblendern und verputztem mittlerem Standerker über polygonalem Grundriss. Kunststeinformteile fanden als Rahmungen der Fenster Verwendung, wenige Details zeigen Charakteristika des Jugendstils – ins Auge fallend ist ein Halbmedaillon aus Stuck am Erker. Gleiche Eleganz besitzen die Ausstattung und die Loggien (1926 Verandaerneuerung) auf der Rückseite. Beide Giebelfronten sind schmucklos verputzt. Original erhalten ist die Einfriedung des Vorgartens, das Haus ist saniert. Das ehemals größere Grundstück gehörte in den letzten Jahrzehnten des 19. Jahrhunderts Herrn Carl Wilhelm Seyffert, Inhaber einer Konditorei und Fabrik eingemachter Früchte. Im Wohngebäude lag seine Sommerwohnung, in der Fabrik wurde über viele Jahre Eis des benachbarten Teiches (heute zugeschüttet) zur Kühlung verwendet. Ein um 1865 erbautes Lusthaus aus dem Garten steht heute auf einem denkmalgeschützten Gartengrundstück mit Zugang über die Winkelstraße. Das Gebäude besitzt einen baugeschichtlichen und ortsentwicklungsgeschichtlichen Wert. LfD/2018 | 09293362 |
|                                         | Doppelmietshaus in offener Bebauung mit Einfriedung und Vorgarten | Marbachstraße 4; 6 (Karte)                                | 1898–1899 (Doppelmietshaus), 1898–1899 (Einfriedung)                                                  | Putzfassade, ortsentwicklungsgeschichtliches Zeugnis im alten Gohliser Ortskern | 09298002 |
|                                         | Mietshaus in offener Bebauung in Ecklage mit Garten, Einfriedung und Vorgarten | Marbachstraße 7 (Karte)                                   | 1897 (Mietshaus)                                                                                      | Klinkerfassade, baugeschichtlich von Bedeutung | 09293361 |
|                                         | Mietshaus in offener Bebauung in Ecklage mit Einfriedung und Vorgarten | Marbachstraße 8 (Karte)                                   | 1898–1900 (Mietshaus), 1900 (Einfriedung)                                                             | Putzfassade, baugeschichtlich von Bedeutung Am 26. September 1898 kam die Baugenehmigung zur Ausreichung, kurz darauf erfolgte die behördliche Zurückziehung wegen nicht erfolgter Zahlung der Straßenkaution durch den Bauherren. Ein neuer Anlauf datiert zum Winterende 1899, im Sommer 1900 fand die Schlussprüfung für das Wohngebäude auf dem „Weintraube“ genannten Eckgrundstück zur Weinligstraße statt, die Einfriedung entstand im letzten Quartal 1900. Agierte zunächst der Restaurateur Heinrich Hartmann als Unternehmer übernahm nach erfolgter Rohbauprüfung Wilhelm Hartmann für Hartmanns Erben die Finanzierung der Fertigstellung. Alle Belange der Ausführung lagen in Händen des Architekten Edmund Castner. Jeweils zwei unterschiedlich große Wohnungen auf einer jeden Etage standen zur Abmietung fertig, davon eine mit Bad. Die Waschküche lag im Keller, unterm Dach die Hausmannswohnung. Pläne einer zweiten Dachwohnung tragen die Jahreszahl 1923 und die Unterschriften der Architekten Paul Weber und M. Kannengießer. Umbau/Sanierung reichen in die Jahre 1997 und 1998. Zu glatt jedoch und geschliffen wirkt das Ergebnis, die Putzfassade in ihrem leicht veränderten Erscheinungsbild wirkt eher langweilig als begeisternd, unpassend spannen sich Eisenstangen vor allen Fenstern. Details der Fassadendekoration und -gliederung stimmen nicht, der massive Dachausbau wirkt gerade bei dem recht frei in den Straßenraum und zur gegenüberliegenden Grünfläche stehenden Haus verstörend. Der Brandgiebel in der Marbachstraße verweist auf das hier ursprünglich anzubauend gedachte Geschwisterhaus. LfD/2018 | 09296959 |
|                                         | Doppelmietshaus in offener Bebauung, mit Einfriedung und Vorgarten | Marbachstraße 9; 11 (Karte)                               | 1904 (Doppelmietshaus)                                                                                | Putzfassade mit Sandsteingliederung, baugeschichtlich von Bedeutung | 09293363 |
|                                         | Mietshaus in offener Bebauung mit Einfriedung und Vorgarten | Marbachstraße 13 (Karte)                                  | 1906 (Mietshaus)                                                                                      | Putzfassade, baugeschichtlich von Bedeutung | 09293365 |
|                                         | Mietshaus in halboffener Bebauung | Marbachstraße 14 (Karte)                                  | um 1910 (Mietshaus)                                                                                   | Putzfassade mit Putzgliederung, baugeschichtlich von Bedeutung | 09293366 |
|                                         | Mietshaus in halboffener Bebauung mit Einfriedung und Vorgarten | Marbachstraße 16 (Karte)                                  | 1901 (Mietshaus)                                                                                      | Putzfassade, baugeschichtlich von Bedeutung | 09293367 |
|                                         | Mietshaus in geschlossener Bebauung | Menckestraße 1 (Karte)                                    | 1887 (Mietshaus)                                                                                      | mit Tordurchfahrt und Laden, Putzfassade, Holzpaneele in der Tordurchfahrt, baugeschichtlich von Bedeutung Erstes Haus in der durch Neufestlegung der Baufluchtlinie 1886 erweiterten Hauptstraße von Gohlis. Es wurde 1887 durch Maurermeister Harz für Marie Günther anstelle der Wirtschaftsbauten eines alten Bauerngutes erbaut (siehe Gohliser Straße 41), und war der Auftakt für die geschlossene „städtische“ Bebauung der alten Dorfstraße. Die Fassade hebt sich mit ihrer deutlichen Vertikaltendenz vom üblichen horizontalen Neorenaissance-Schema der 1880er Jahre ab. Die vertikale Zusammenfassung der beiden Hauptgeschosse mit gequaderten Lisenen führt die ebenso ungewöhnlichen balkenartigen Gliederungen zwischen den Fenstern des Erdgeschosses fort. Über einem breiten Gurtband schließt das Obergeschoss mit kleineren Rundbogenfenstern und ursprünglich reichem Konsolgesims ab. LfD/1998/2002 | 09293433 |
|                                         | Mietshaus in geschlossener Bebauung | Menckestraße 3 (Karte)                                    | 1910 (Mietshaus)                                                                                      | mit Laden, Putzfassade, baugeschichtlich von Bedeutung Anstelle eines zweigeschossigen giebelständigen Bauernhauses wurde 1910 für den Ratsaktuar Otto Hildebrand nach Plänen von Baumeister D.Ritter das viergeschossige Mietshaus erbaut. Mit zwei Erkern, die in der Kantenquaderung die Putzgliederung des Erdgeschosses aufnehmen, figürlichen Antragsarbeiten in Rechteckfeldern und geometrischen Putzdekorationen entspricht es dem nach Klarheit strebenden Zeitstil. LfD/1998/2002 | 09293435 |
|                                         | Wohnhaus, Seitengebäude, Toreinfahrt und Hofpflaster eines Bauernhofes | Menckestraße 4 (Karte)                                    | 1864–1865, später überformt (Wohnhaus), um 1850 (Seitengebäude)                                       | Wohnhaus historisierende Putzfassade mit Mittelrisalit und Zwerchhaus, ehemals mit Balkon, Seitengebäude Auszugshaus mit ehemaligem Stallgebäude, letzte erhaltene Hofanlage am alte Gohliser Dorfanger, zwischen 1865 und 1873 befand sich hier die erste Gohliser Apotheke, ortsentwicklungsgeschichtlich und baugeschichtlich von Bedeutung Wohnhaus ursprünglich Teil des Dreiseithofes Nummer 4. Das traufständige Wohnhaus wurde 1865 von Maurermeister August Schneider für Sophie Röthig im Zuge der Erneuerung des Gutes Nummer 64 gebaut. Der zweigeschossige, sechsachsige Wohnhaustyp mit Mittelrisalit und Zwerchhaus war ursprünglich nach dem ortstypischen Schema dieser Zeit gegliedert: Hoher Feldsteinsockel, Erdgeschoss und Gebäudekanten mit Putzquaderung, Geschossgliederung durch Gurtgesims, die Mittelachsen durch Dreiecksverdachung, die Rücklagen durch gerade Verdachung mit Akroterien betont. Das Giebelfeld schmückte eine Rosette, das erste Geschoss des Mittelrisalites ein feingliedriger schmiedeeiserner Balkon. Bis auf wenige Reste, zu denen auch die schöne, mit Rosetten und Rhombenfries geschmückte Eingangstür gehörte (1992), ist die spätklassizistische Gliederung des Hauses entfernt worden. Der Eingang befand sich in einem rückseitigen Anbau, ein Querkorridor teilte den Grundriss, nach vorn waren drei untereinander verbundene Räume, nach hinten neben dem Flur Küche, Speisekammer, Kammer, Abort angeordnet. Von 1865 bis zum Neubau der Kronenapotheke 1873 befand sich hier die erste Gohliser Apotheke. Eine Grundrissveränderung 1935 machte aus drei großen Räumen im Obergeschoss 6 kleine Zimmer. LfD/1998/2002 | 09293437 |
| Weitere Bilder                          | Mietshaus in geschlossener Bebauung mit Gaststätte | Menckestraße 5 (Karte)                                    | 1904 (Mietshaus)                                                                                      | Tordurchfahrt, Putzfassade, gegründet 1858, Inhaber seit 1914 Cajeris, baugeschichtlich und ortsentwicklungsgeschichtlich von Bedeutung Gosenstube „Ohne Bedenken“ 1867 befand sich hier ein Dreiseithof mit rückwärtiger Scheune, links ein giebelständiges zweigeschossiges Wohnhaus mit Wellerwand und Krüppelwalmdach. Mit dem Umbau der Scheune zur Restauration 1869 begann die Entwicklung zu einer ortsbekannten Gaststätte, die im Gegensatz zu den meisten anderen heute noch besteht. 1872 Neubau eines viergeschossigen Wohnhauses bei Erhalt des alten Hauses, 1886 und 1898 Bau von hölzernen Kolonnaden im Garten. 1904 Bauantrag von Carl Cajeri auf Erweiterung und Überbauung des alten Gebäudes und Unterkellerung des Hofes. (In Cajeris Gosenstube „Ohne Bedenken“ wurde die Leipziger Gose, ein obergäriges Getränk, gebraut und ausgeschenkt). In den Neubau nach Plänen des Architekten Wilhelm Becker wurde das Haus von 1872 mit einbezogen, auch die spätklassizistischen Fensterbedachungen mit Akroterien und Konsölchen wurden beibehalten. An der Schnittstelle beider Häuser wurde der Durchgang und der halbrunde Erker angelegt, der in seinem Neo-Empire-Schmuck auch ovale Porträtmedaillons enthält. Eine mit farbig abgesetzten Putzstreifen horizontal betonte Gestaltung des Erdgeschosses schließt beide Hausteile zusammen, der linke Teil ist mit größeren Fenstern als Gaststätte gekennzeichnet. Die Kolonnaden im Biergarten sind nicht erhalten. LfD/1998/2002 | 09293436 |
|                                         | Doppelmietshaus in geschlossener Bebauung mit Hofgebäude | Menckestraße 7; 7a (Karte)                                | 1902 (Doppelmietshaus)                                                                                | Vorderhaus mit Tordurchfahrt, Klinkerfassade, baugeschichtlich von Bedeutung 1902 stellte Zimmermeister Hermann Stein den Antrag, die alten Gebäude eines Dreiseithofes, der bis zum Poetenweg reichte, abzubrechen, das Grundstück zu teilen und mit je zwei Neubauten an Menckestraße und Poetenweg zu bebauen. Nummer 7 und 7a entstanden als spiegelbildlich angelegtes Doppelhaus mit seitlichen Durchfahrten, zwei polygonalen Erkern und Ziegelfassade über dem mit Putzbändern plastisch gestaltetem Erdgeschoss. Auch die Obergeschosse sind mit Putzbändern, verputzten Fensterfaschen und eingetieften Putzfeldern in den Sohlbankfeldern lebendig gestaltet. An der Grenze zu den Grundstücken Poetenweg wurden jeweils Stall und Kutscherwohnung errichtet. LfD/1998/2002 | 09293438 |
|                                         | Mehrfamilienhäuser einer Wohnanlage, mit Vorgärten | Menckestraße 9; 9a; 11 (Karte)                            | 1934–1935 (Mehrfamilienwohnhaus)                                                                      | Putzfassade, Vorgärten mit Heckeneinfassungen, Wohnanlage zusammen mit Poetenweg 12–14, baugeschichtlich von Bedeutung Wohnanlage „Poetenhof“ Die Pläne für eine Wohnanlage auf dem Gelände des ehemaligen Leonhardtschen Gutes zwischen Menckestraße und Poetenweg schuf 1934 Dipl.-Ing. Walther Born für dessen Neubesitzer, die Fa. Stieglitz & Co., Rauchwarenfärberei Nikolaistraße 28–32. Zur Menckestraße flankieren zwei traufständige Kopfbauten einen zurückgesetzten Bau, hinter dessen Spitzgiebel sich ein aus vier Häusern bestehender Wohnblock zum Poetenweg hinzieht. Zwei schmale rundbogige Durchgänge führen zu einer Wohnstraße, die den Baublock an der Ostseite erschließt und zur Grünanlage an dessen Westseite, die ursprünglich Mietergärten enthielt. Die typischen Schlichtbauten der 1930er Jahre sind über einem niedrigen Natursteinsockel mit Eingängen in Klinkerrahmung versehen. Darüber hinaus sind die viergeschossigen Fassaden lediglich durch die Fenstergruppierung – dreiteilige Fenster wechseln mit fast quadratischen – gegliedert. 1937 gingen die Bauten in den Besitz der Gothaer Lebensversicherung über. (Siehe auch Poetenweg 12, 12a, 12b, 14) LfD/1998/2002 | 09293916 |
|                                         | Mietshaus in geschlossener Bebauung | Menckestraße 10 (Karte)                                   | 1911 (Mietshaus)                                                                                      | Putzfassade, baugeschichtlich von Bedeutung Der Architekt Richard Müller stellte 1910 den Bauantrag auf ein viergeschossiges Wohnhaus für Nelly Müller. Das Haus, in dem der Architekt selbst wohnte, besitzt zwei durch Balkone verbundene Erker, von denen der linke mit Balkonabschluss von einem breiteren Dachaufbau überfangen wird. Dem rustikalen hohen Granitsockel entspricht die monumentale Gestaltung des Eingangs mit dorischen Säulen und einem gebrochenen Giebelfeld, dessen ovales Fenster von figürlichem Stuck gerahmt wird. Rechteckfelderung an den Erkern, die erhaltenen geometrischen Balkongitter und die ornamentalen Antragsarbeiten an den Rücklagen sind sparsam eingesetzter Baudekor. LfD/1998/2002 | 09293439 |
| Weitere Bilder                          | Mietshaus in geschlossener Bebauung | Menckestraße 12 (Karte)                                   | 1908–1909 (Mietshaus)                                                                                 | Putzfassade, baugeschichtlich von Bedeutung Für Frau Jenny Herfurth und Verlagsbuchhändler Carl Rentsch schuf Bauinspektor Georg Lubowski 1909 die Pläne für das nach Abbruch alter Gebäude aufgeführte Mietshaus. Mit den zwei Erkern und der asymmetrischen Dachlandschaft entspricht es dem bevorzugten Bautyp der Zeit, zu dem auch die Gestaltung des Eingangs mit dem obligaten, stuckgerahmten Ochsenauge gehört. Andere Elemente, vor allem die feinteilige Gestaltung der Fassadenflächen mit Putznutung an Erkern und Erdgeschoss und das Ornament im geschweiften Giebel gehören einem verspäteten Jugendstil an. LfD/1998/2002 | 09293440 |
|                                         | Mietshaus (Nr. 13) in geschlossener Bebauung und Remisengebäude (Nr. 13a) im Hof | Menckestraße 13; 13a (Karte)                              | 1889 (Mietshaus)                                                                                      | Vorderhaus mit Tordurchfahrt, Sandsteinfassade, Wandgliederung und Deckengestaltung in der Tordurchfahrt, baugeschichtlich von Bedeutung 1889 schuf das Architektenbüro Pfeifer & Händel die Pläne für einen Neubau für Ernst Händel und Richard Freyer. Der Wunsch des Bauherren nach einem „herrschaftlichen“ Mietshaus mit allem Komfort der Neuzeit bezog sich neben modernen Klosetts mit Wasserspülung (Wasserreservoir im Dachgeschoss) vor allem auf die Gestaltung der Fassade mit vollständiger Sandsteinverkleidung. Die betont großzügige, auf italienische Renaissancevorbilder ausgerichtete Fassade erfüllt diesen Repräsentationsanspruch ohne vordergründigen Schmuckreichtum zur Schau zu stellen. Ein Seitengebäude enthielt den Pferdestall mit Remise und Kutscherwohnung, die zu einem herrschaftlichen Haus gehörten. LfD/1998/2002 | 09293441 |
|                                         | Mietshaus in geschlossener Bebauung | Menckestraße 14 (Karte)                                   | 1909 (Mietshaus)                                                                                      | Putzfassade, baugeschichtlich von Bedeutung Erstes in der geschlossenen Reihe von drei anspruchsvollen Mietshäusern, die auf dem Areal von Roeders Erben, datierth. Verlagsbuchhändler Rentsch und seiner Schwester Jenny Herfurth nach der Jahrhundertwende gebaut wurden. In dem bis 1908 bestehenden alten Gebäuden war seit den 1890er Jahren die Musikautomatenfirma Lochmann & Co. ansässig. Nach deren Abbruch entstand nach Plänen von Architekt E. August Stehmann ab 1908 das Mietshaus, das den Grundtenor für die nachfolgenden Nummer 12 und 10 angibt: Zwei Erker, asymmetrische Dachform, strenge Fassadengliederung mit Putznutung und flachen Antragsarbeiten, wie sie dem eher neoklassizistisch orientierten Stil vor Ausbruch des Ersten Weltkrieges entsprach. Zu dem für diesen Bautyp üblichen Grundrissschema gehört das Bad, das anstelle des WC bei Gründerzeitbauten im rückwärtigen Treppenhausvorbau angeordnet ist. LfD/1998/2002 | 09293442 |
|                                         | Mietshaus in geschlossener Bebauung | Menckestraße 15 (Karte)                                   | 1882 (Mietshaus)                                                                                      | mit Tordurchfahrt, Putzfassade, baugeschichtlich von Bedeutung Anstelle eines Dreiseithofes mit zwei giebelständigen Wohnhäusern ließ Wilhelm Grass 1882 durch Maurermeister Harz ein viergeschossiges Mietshaus bauen. Es zeigt die typische horizontale Fassadenaufteilung der 1880er Jahre bei äußerst feinteiliger Behandlung der Flächen: Die mit Putzquaderung versehenen Gebäudekanten und Fensterzwischenräume werden durch breite, mit zarten Friesen unterlegte Bänder unterbrochen. Die beiden angedeuteten Seitenrisalite sind durch Verdachungen und zurückhaltenden Stuckdekor betont. Über dem wie üblich niedriger gehaltenen Obergeschoss schließt ein weit vorspringendes Konsolgesims die Fassade ab. Ursprünglich war bis zum zweiten Obergeschoss nur je eine Wohnung pro Etage mit drei Vorderzimmern sowie Küche und zwei Kammern nach hinten angelegt. LfD/1998/2002 | 09293443 |
|                                         | Mietshaus in geschlossener Bebauung | Menckestraße 16 (Karte)                                   | 1885 (Mietshaus)                                                                                      | mit Tordurchfahrt, Klinkerfassade, schmiedeeiserne Balkongitter, baugeschichtlich von Bedeutung 1885 ließ Franz Voigtsberger, neuer Besitzer von Löhrs Palais, das er 1889 zum Hotel Fürstenhof umbauen ließ, anstelle von Wohnhaus, Scheune und Stall eines Dreiseithofes das viergeschossige Mietshaus errichten. Die Pläne schuf der Architekt H. Waldschlägel. Die Fassade ist schlicht: Über einem spundierten Erdgeschoss sind die Obergeschosse ziegelverblendet, die Fenster mit Putzrahmung und Verdachung versehen, wobei die Mittelachsen über der zentralen Durchfahrt durch einen Balkon und Akroterien hervorgehoben sind. Ein Seitenflügel enthielt Stall und Remise. LfD/1998/2002 | 09298004 |
|                                         | Mietshaus in geschlossener Bebauung und Nebengebäude im Garten | Menckestraße 18 (Karte)                                   | 1889 (Mietshaus)                                                                                      | mit Tordurchfahrt, Putzfassade, Wohnhaus des Dichters Georg Maurer (1907–1971), personengeschichtlich von Bedeutung Das 1889 erbaute Mietshaus hat durch Fassadenglättung seinen Denkmalcharakter beinahe eingebüßt. Erhalten ist das schöne Tor aus der Erbauungszeit. Als Wohnhaus des Schriftstellers Georg Maurer (1907–1971), der maßgeblich Einfluss auf die sogenannte Sächsische Dichterschule der 1960er Jahre hatte, von personengeschichtlicher Bedeutung. LfD/1998/2002, 2016 | 09298003 |
| Weitere Bilder                          | Wohnhaus in geschlossener Bebauung | Menckestraße 19 (Karte)                                   | 1902 (Mietshaus)                                                                                      | zeitweise Poliklinik Menckestraße, erbaut als Einfamilienhaus, Putzfassade im Jugendstil, Stuckdekorationen in beschwingter Leichtigkeit, Gartenseite teilweise in Fachwerk eher landhausartig gestaltet, Architekt: Alfons Berger, baugeschichtlich, künstlerisch und sozialgeschichtlich von Bedeutung An Stelle eines seit dem frühen 19. Jahrhundert existierenden Sommerhauses der Familie schuf der Architekt Alfons Berger 1902 die Pläne für das Einfamilienhaus von Ludwig Kobes. Der markante Jugendstilbau wird dominiert vom sechsachsigen geschweiften Giebel, der den Wohnteil des Hauses kennzeichnet. Beschwingte Leichtigkeit drücken die flachen Stuckdekorationen über dem (veränderten) Halbrundfenster des Giebels (zwei weibliche Engel umkränzen ein Medaillon) und die beiden floralen Fensterbekrönungen neben dem leicht geschwungenen Balkonkörbchen aus. Der rechte Hausteil ist als Eingangszone gekennzeichnet. Gegenüber dem Wohnteil sind hier schwerere architektonische Motive bestimmend. Wirkungsvoll sind die glatten Flächen des Türüberbaus und des gewölbten Erkeransatzes in den hier erhöhten rauen Rustikasockel hineingezogen. Das Treppenhausfenster wölbt gleichsam die nur hier sichtbare Dachzone hoch. Die Gartenseite war mit Fachwerk in den Obergeschossen eher landhausartig gestaltet und mit Balkonen und Terrassen geöffnet. Mit dem Umbau zur Poliklinik Nord 1949 wurde der Grundriss weitgehend verändert. LfD/1998/2002 | 09293444 |
|                                         | Doppelmietshaus in halboffener Bebauung | Menckestraße 21; 21a (Karte)                              | 1901 (Doppelmietshaus)                                                                                | | 09293445 |
| Weitere Bilder                          | Einzeldenkmal der Sachgesamtheit Gohliser Schlösschen: Schloss mit Schlossgarten, Nebengebäuden und Einfriedung sowie mehrere Plastiken (Friedrich-August-Denkmal, Gellert-Sulzer-Denkmal, Vertumnum und Pomona, drei Plastiken Tanzendes Paar mit Putto) und schmiedeeisernes Tor aus Gerhards Garten (siehe auch Sachgesamtheitsdokument – Obj. 09303853, gleiche Anschrift), baugeschichtlich und künstlerisch von Bedeutung | Menckestraße 23 (Karte)                                   | 1755–1756 (Schloss), 1775–1780 (Friedrich-August-Denkmal)                                             | stilistisch ordnet es sich der sächsischen Rokoko-Baukunst der Knöffel-Schule zu. Durch den Siebenjährigen Krieg blieben die Innenausbauten unvollendet. Sie wurden in den 1770er Jahren durch den Leipziger Universitätsprofessor Johann Gottlob Boehme, der die Witwe Richter geehelicht hatte, in Auftrag gegeben. Der Bau ist eine langgestreckte siebzehnachsige Anlage mit hohem Mansarddach, nach dem Wirtschaftshof an der Menckestraße zweigeschossig, nach der abfallenden Gartenseite durch ein hohes Souterrain dreigeschossig. Ein fünfachsiger zwei- bzw. dreigeschossiger Mitteltrakt tritt aus der Flucht hervor, zur Hofseite als flacher Risalit, zur Gartenseite als tieferer Vorbau mit gerundeten Ecken. Sein hoher Turm mit Uhr und Zwiebelhaube war als „point de vue“ für eine der vom geplanten Schloss Augusts des Starken im Rosental ausgehenden Schneisen angelegt. Die durch Lisenen und schlichte Rechteckfelderung gegliederte Fassade ist am Mitteltrakt mit Rocaillestuck über dem Eingang, den Fenstern und in einer von Delphinen flankierten Attika mit Vasenaufsatz geschmückt. Zwei dreiachsige tiefe Vorbauten an der Hofseite enthalten die Treppenhäuser. Die Gartenseite wird durch eingeschossige arkadenartige Flügel umschlossen, die ursprünglich als Orangerie, Kegelbahn und ähnlichem dienten. Sie sind 1936/1937 erneuert worden. Die Grundrißdisposition spiegelt sich im Außenbau wider: Die drei Haupträume liegen im Mitteltrakt: der Gartensaal, die „sala terrena“, im Souterrain, der Salon im Erdgeschoss und dem Festsaal im Obergeschoss. An den Salon reihen sich nach beiden Seiten in gleichmäßiger Folge die einzelnen Zimmer und Kabinette, als „Enfilade“ miteinander verbunden. Ein durchgehender Korridor erschließt die Räume zusätzlich an der Hofseite. An seinen Enden befinden sich in den Seitentrakten die Treppenhäuser. Die Ausstattung entspricht dem in den 1770er Jahren herrschenden sogenannten Zopfstil, einer Übergangsform zwischen Spätbarock und Klassizismus. Der Festsaal, „Oeser-Saal“ genannt, ist mit dem Deckengemälde „Triumph der Psyche“ von der Hand des Leipziger Akademiedirektors Adam Friedrich Oeser sowie mit gemalten Supraporten und Kassetten in der Deckenvoute geschmückt, die illusionistisch Architektur nachahmen. Der „Steinsaal“ im Souterrain, der die Verbindung zum Garten herstellt, erhielt seinen Namen nach der ebenso perfekten Nachahmung kostbarer Marmor- und Alabasterausstattung. Im Garten befinden sich zwei später hier aufgestellte Denkmale nach Entwürfen von Oeser: das empfingsame Erinnerungsmal für Gellert und Sulzer und das in den 1930er Jahren vom ehemaligen Königsplatz (Leuschnerplatz) hierher versetzte Denkmal des Kurfürsten Friedrich August III von 1779. Auch das prächtige schmiedeeiserne Tor zur Menckestraße – einst zu Gerhards Garten, eine der bürgerlichen barocken Gartenanlagen, gehörend, wurde um 1936 hierher versetzt. Seit 1906 ist das Gohliser Schlösschen in städtischem Besitz und wird als Kulturstätte und Restaurant genutzt. LfD/1998/2002 | 09293463 |
| Weitere Bilder                          | Sachgesamtheit Gohliser Schlösschen, mit folgenden Einzeldenkmalen: Schloss mit Schlossgarten, Nebengebäuden und Einfriedung sowie mehrere Plastiken (Friedrich-August-Denkmal, Gellert-Sulzer-Denkmal, Vertumnum und Pomona, drei Plastiken Tanzendes Paar mit Putto) und schmiedeeisernes Tor aus Gerhards Garten (Einzeldenkmale, siehe auch Obj. 09293463, gleiche Anschrift)                                               | Menckestraße 23 (Karte)                                   | 1755–1756 (Schlossanlage)                                                                             | nach historischem Vorbild restaurierte Gartenanlage, auf die Achse des Gebäudes ausgerichtetes kleines Parterre, welches an den Seiten von Orangerien gefasst wird, zentrales Wasserbecken mit Fontäne im Zentrum des Parterres und Abschluss zum Poetenweg durch Heckenstrukturen und eine teilweise durchbrochene Mauer mit bekrönten Säulen, Friedrich-August-Denkmal von Oeser 1775–1780, Gellert-Sulzer-Denkmal der 1770er Jahre Gohliser Schlösschen 1755 bis 1756 ließ der Kaufmann und Ratsbaumeister Johann Caspar Richter auf seinem Gohliser Landgut ein Schloss nach dem Vorbild der französischen „maisons de plaisance“ erbauen. Der Architekt ist nicht bekannt, neuere Forschungen sehen in ihm den Leipziger Spätbarockbaumeister George Werner, stilistisch ordnet es sich der sächsischen Rokoko-Baukunst der Knöffel-Schule zu. Durch den Siebenjährigen Krieg blieben die Innenausbauten unvollendet. Sie wurden in den 1770er Jahren durch den Leipziger Universitätsprofessor Johann Gottlob Boehme, der die Witwe Richter geehelicht hatte, in Auftrag gegeben. Der Bau ist eine langgestreckte siebzehnachsige Anlage mit hohem Mansarddach, nach dem Wirtschaftshof an der Menckestraße zweigeschossig, nach der abfallenden Gartenseite durch ein hohes Souterrain dreigeschossig. Ein fünfachsiger zwei- bzw. dreigeschossiger Mitteltrakt tritt aus der Flucht hervor, zur Hofseite als flacher Risalit, zur Gartenseite als tieferer Vorbau mit gerundeten Ecken. Sein hoher Turm mit Uhr und Zwiebelhaube war als „point de vue“ für eine der vom geplanten Schloss Augusts des Starken im Rosental ausgehenden Schneisen angelegt. Die durch Lisenen und schlichte Rechteckfelderung gegliederte Fassade ist am Mitteltrakt mit Rocaillestuck über dem Eingang, den Fenstern und in einer von Delphinen flankierten Attika mit Vasenaufsatz geschmückt. Zwei dreiachsige tiefe Vorbauten an der Hofseite enthalten die Treppenhäuser. Die Gartenseite wird durch eingeschossige arkadenartige Flügel umschlossen, die ursprünglich als Orangerie, Kegelbahn u. ä. dienten. Sie sind 1936/1937 erneuert worden. Die Grundrissdisposition spiegelt sich im Außenbau wider: Die drei Haupträume liegen im Mitteltrakt: der Gartensaal, die „sala terrena“, im Souterrain, der Salon im Erdgeschoss und dem Festsaal im Obergeschoss. An den Salon reihen sich nach beiden Seiten in gleichmäßiger Folge die einzelnen Zimmer und Kabinette, als „Enfilade“ miteinander verbunden. Ein durchgehender Korridor erschließt die Räume zusätzlich an der Hofseite. An seinen Enden befinden sich in den Seitentrakten die Treppenhäuser. Die Ausstattung entspricht dem in den 1770er Jahren herrschenden sogenannten Zopfstil, einer Übergangsform zwischen Spätbarock und Klassizismus. Der Festsaal, „Oeser-Saal“ genannt, ist mit dem Deckengemälde „Triumph der Psyche“ von der Hand des Leipziger Akademiedirektors Adam Friedrich Oeser sowie mit gemalten Supraporten und Kassetten in der Deckenvoute geschmückt, die illusionistisch Architektur nachahmen. Der „Steinsaal“ im Souterrain, der die Verbindung zum Garten herstellt, erhielt seinen Namen nach der ebenso perfekten Nachahmung kostbarer Marmor- und Alabasterausstattung. Im Garten befinden sich zwei später hier aufgestellte Denkmale nach Entwürfen von Oeser: das empfingsame Erinnerungsmal für Gellert und Sulzer und das in den 1930er Jahren vom ehemaligen Königsplatz (Leuschnerplatz) hierher versetzte Denkmal des Kurfürsten Friedrich August III von 1775–1780. Auch das prächtige schmiedeeiserne Tor zur Menckestraße – einst zu Gerhards Garten, eine der bürgerlichen barocken Gartenanlagen, gehörend, wurde um 1936 hierher versetzt. Seit 1906 ist das Gohliser Schlösschen in städtischem Besitz und wird als Kulturstätte und Restaurant genutzt. LfD/1998/2002 | 09303853 |
| Weitere Bilder                          | Mietshaus in geschlossener Bebauung, mit Gaststätte | Menckestraße 24 (Karte)                                   | 1898–1899 (Mietshaus)                                                                                 | Tordurchfahrt, Klinkerfassade, baugeschichtlich von Bedeutung Im Dezember 1898 stellte die Aktien-Bierbrauerei Gohlis Antrag auf Bau eines Restaurations- und Wohngebäudes. Die Pläne für das Vorderhaus mit Seitengebäude schuf der Architekt Curt Nebel. Im Erdgeschoss machen die großen Rundbogenfenster das Restaurant kenntlich, während die Durchfahrt links zu den Wohnungen führt. Mit farblich differenzierter Ziegelverkleidung, Porträtmedaillons und einem Dreieckserker ist die Fassade des ehemaligen Restaurants und Tanzlokals „Kaiser Friedrich“ reich geschmückt. In einer Baracke neben dem Tanzsaal waren 1942 ausländische Zwangsarbeiter des Kohlehandels untergebracht. LfD/1998/2002 | 09293446 |
|                                         | Mietshaus in halboffener Bebauung in Ecklage | Menckestraße 25 (Karte)                                   | 1901 (Mietshaus)                                                                                      | Putzfassade, baugeschichtlich von Bedeutung Der rechte Kopfbau neben dem Eingang zum Gohliser Schlösschen wurde ebenfalls auf Antrag des Pächters Nitzsche nach Plänen von Alfons Berger errichtet und im November 1902 unter dem Neubesitzer dem ausführenden Maurermeister Jaenicke vollendet. Eine weitgehende Glättung hat die ursprüngliche Fassadengestaltung mit spundierten Lisenen in den ersten beiden Geschossen und dem Jugendstilornament am breiten Eckerker – einen rankenden Baum – beseitigt. LfD/1998/2002 | 09293447 |
|                                         | Mietshaus in geschlossener Bebauung | Menckestraße 26 (Karte)                                   | 1903 (Mietshaus)                                                                                      | Putzfassade, baugeschichtlich von Bedeutung Seit 1877 gab es in einem ehemaligen Gartenhaus des Bankiers Gustav Plaut ein „feineres Restaurant“ mit Gartenkolonnaden und Orchesterpavillon. 1898 stellte die Aktienbrauerei Antrag auf Abbruch der alten Gebäude und einen Neubau nach Plänen von Curt Nebel, ähnlich wie Nummer 24 . Erst 1903 wurde der Neubau, nun im Auftrag von Maurermeister Mühlner nach Plänen von Curt Möbius, realisiert. Die Fassade, ursprünglich mit spundiertem Erdgeschoss vertikaler Zusammenfassung von zwei Obergeschossen und zurückhaltendem Jugendstildekor an Erkern und Eingang, ist durch Neuverputz geglättet worden. LfD/1998/2002 | 09293448 |
| Weitere Bilder                          | Mietvilla mit Einfriedung, Toranlage und Vorgarten | Menckestraße 27 (Karte)                                   | 1883 (Mietvilla)                                                                                      | historisierende Putzfassade, Stuck und Fußbodenkacheln im Eingangsbereich, baugeschichtlich von Bedeutung Als Villa für den Druckereibesitzer Otto Fischer 1883 nach Plänen der Bauausführenden Meißner & Miersch erbaut. Der freistehende zweigeschossige Bau an der Ecke zur damaligen Grünen Gasse ist auf quadratischem Grundriss errichtet, mit einer flachen Vorlage an der Straßenseite und halbrunder Freitreppenanlage zum großen Garten. Das flache Walmdach wird jeweils von Giebeln über den Vorbauten überragt, die Fenster sind als Ädikulen gebildet. Filigrane Brüstungen, Gitter und ein Fries in der Traufzone bilden den Schmuck der spätklassizistischen Villa . LfD/1998/2002 | 09293449 |
|                                         | Mietshaus in halboffener Bebauung | Menckestraße 28 (Karte)                                   | 1892 (Mietshaus)                                                                                      | Klinkerfassade, baugeschichtlich von Bedeutung 1892 Neubau nach Abbruch alter Gebäude für Hermann Marx nach Plänen des Maurermeisters M. Eichler. Die Gebäudefront folgt dem hier nach Norden abbiegenden Straßenverlauf, entsprechend bilden die mittleren fünf Achsen in flachem Risalit eine leichte Eckverbrechung, überragt von einem dreiachsigen Dachaufbau. Ansonsten ist die ziegelverblendete Fassade konsequent horizontal gegliedert, wobei das Mittelgeschoss durch starke Verdachungen und Konsolen als Belétage ausgebildet ist. LfD/1998/2002 | 09293450 |
|                                         | Mietshaus in offener Bebauung | Menckestraße 29 (Karte)                                   | 1861 (Mietshaus)                                                                                      | Putzfassade, baugeschichtlich von Bedeutung 1861 wurde das dreigeschossige Wohnhaus für eine Frau Luder erbaut. Es zeigt die typischen Formen der schlichten Biedermeier-Wohnhäuser dieser Zeit: Symmetrischer Aufbau durch eine flache Mittelvorlage mit Zwerchhaus, doppeltes Gurtgesims über Erdgeschoss mit Putzquaderung, feine, profilierte Fensterverdachungen, dabei Hervorhebung der Mittelachsen durch Übergiebelung, Rosette im Giebeldreieck. LfD/1998/2002 | 09293451 |
|                                         | Wohnhaus in halboffener Bebauung, Toreinfahrt und Hofpflaster sowie Hausgarten (darin Grotte mit Wasserbecken) und Gartenpavillon auf Grundstück Menckestraße 30 | Menckestraße 30 (Karte)                                   | 1864 (Wohnhaus), um 1900 (Gartenlaube)                                                                | ehemals zugehöriger Gartenteil auf Grundstück Schillerweg 25 (siehe Objekt 09297793), Wohnhaus historisierende Putzfassade mit Sandsteingliederung und mit doppelläufiger Freitreppe, Garten teilweise mit altem Gehölzbestand und Wegen mit Einfassungen, städtebauliche, künstlerische und ortsgeschichtliche Bedeutung, die Grotte von Seltenheitswert | 09299619 |
|                                         | Mietshaus in geschlossener Bebauung, ehemals mit Postamt, sowie Hausgarten | Menckestraße 32 (Karte)                                   | 1888–1890 (Mietshaus)                                                                                 | Gartenbereich erstreckte sich ursprünglich bis zu Nummer 30 und Flurstück 52b (Schillerweg 25) am Schillerweg, Mietshaus mit Tordurchfahrt, Klinkerfassade, baugeschichtlich von Bedeutung 1888 stellte der Bildhauer und Stuckateur Carl Ebert Antrag auf den Neubau eines Mietshauses. Bereits 1890 befand sich hier das Kaiserliche Postamt, worauf das Wappen über dem rechten Eingang noch hinweist. Die Fassade ist durch den Wechsel von verputzten und ziegelverblendeten Zonen sowie den Einsatz von Fensterverdachungen mit Stuckfüllungen farbig gestaltet. LfD/1998/2002 | 09293452 |
| Weitere Bilder                          | Kontor- und Fabrikgebäude in halboffener Bebauung | Menckestraße 33; 35; 37 (Karte)                           | 1872–1873, später überformt (Fabrikanlage)                                                            | baugeschichtlich und ortsgeschichtlich von Bedeutung | 09293179 |
|                                         | Mietshaus in geschlossener Bebauung mit Hinterhaus | Menckestraße 39 (Karte)                                   | 1889 (Mietshaus)                                                                                      | Vorderhaus mit Tordurchfahrt und Läden, Putzfassade, baugeschichtlich von Bedeutung 1889 Mietshausneubau für den Fuhrwerksbesitzer Heinicke nach Plänen von Architekt Hermann Heyne beantragt. Die Durchfahrt führt zu einem Hinterhaus, das eine Werkstatt und Wohnungen enthielt. Das Erdgeschoss mit Läden, die Fassade anspruchsvoll mit zwei gequaderten Risaliten und gesprengten Giebeln im Hauptgeschoss. Im Mansarddach eine dichte Reihe von Dachhäusern. LfD/1998/2002 | 09293454 |
|                                         | Mietshaus in ehemals halboffener Bebauung | Menckestraße 40 (Karte)                                   | um 1880 (Mietshaus)                                                                                   | Putzfassade, baugeschichtlich von Bedeutung | 09293636 |
|                                         | Mietshaus in geschlossener Bebauung mit Hinterhaus sowie Hofpflasterung | Menckestraße 41 (Karte)                                   | 1890–1891 (Mietshaus)                                                                                 | Vorderhaus mit Tordurchfahrt und Läden, Putzfassade mit Erker, baugeschichtlich von Bedeutung Gleichzeitig mit Nummer 39 von Fuhrwerksbesitzer Heinicke errichtet und ebenfalls mit Läden im Erdgeschoss und einem Hinterhaus ausgestattet. Die Fassade jedoch abweichend gestaltet, mit durchgehender Spundierung und einem in dieser Zeit in Gohlis noch untypischen Erker, der wie die Fensterverdachungen mit Stuckfestons geschmückt ist. LfD/1998/2002 | 09293455 |
|                                         | Wohnhaus (mit Gedenktafel, heute Museum mit Schillergedenkstätte) und Seitengebäude eines Bauernhofes, sowie Einfriedung mit Portal | Menckestraße 42 (Karte)                                   | 1717 (Bauernhaus)                                                                                     | alte Dorflage Gohlis, verputztes Fachwerkhaus, jüngere neobarocke, frei stehende Eingangspforte zum Hof, zeitweise Sommerhaus des Dichters Friedrich Schiller (1759–1805), einer der letzten erhaltenen Bauernhöfe in Leipzig-Gohlis, baugeschichtlich, ortsgeschichtlich und personengeschichtlich von Bedeutung Schillerhaus In dem 1717 erbauten, sehr schlichten Bauernhaus war Friedrich Schiller von Mai bis September 1785 zu Gast. Hier entstand die „Ode an die Freude“. Das aus Keller, Erdgeschoss, Obergeschoss und Mansarde bestehende Gebäude ist im Erdgeschoss aus Lehm und Feldsteinmauerwerk errichtet, die Wände sind stark geböscht, das Obergeschoss besteht aus Fachwerk mit teilweiser Ziegelausfüllung. Das Nebengebäude, ein sehr schmales giebelständiges Lehm/Fachwerkhaus mit hohem Mansarddach, entstand etwa zur gleichen Zeit. Seit 1856 ist das Haus im Besitz des Leipziger Schillervereins, der auch das Tor mit dem übergiebelten Volutenaufsatz errichten ließ. Nach 1945 kam das Schillerhaus als Bestandteil des Stadtgeschichtlichen Museums in städtischen Besitz. LfD/1998/2002 | 09293456 |
| Weitere Bilder                          | Zwei Wohnhäuser in halboffener Bebauung | Menckestraße 43; 43d (Karte)                              | 1863 (Mietshaus)                                                                                      | historisierende Putzfassaden, baugeschichtlich von Bedeutung Ehemaliges Gartenrestaurant „Schillerschlößchen“ 1863 ließ sich der Leipziger Gutsbesitzer Friedrich Gottlob Ullrich ein Sommerhaus hinter der Gohliser Mühle bauen: zweigeschossig, dreiachsig, mit einem flachen, übergiebelten Mittelrisalit. Es enthielt im Erdgeschoss Vorsaal, Salon und Wohnzimmer, im Souterrain waren Küche, Speisekammer und Waschhaus untergebracht. Bereits 1865 stellte er den Antrag auf Anbau eines Tanzsaales, der jedoch wie das dazugehörige Vorderhaus erst 1875 ausgeführt wurde. Die 1878 errichteten Kolonnaden des Tanz- und Gartenrestaurants „Schillerschlößchen“ wurden später zu Kegelbahnen und 1944 zu Garagen umgebaut. 1947 wurde die Dachzone des älteren Hausteils durch die hier ansässigen Firma Philipp Holzmann AG durch einen Aufbau verändert. Erhalten sind an den stark gefährdeten Gebäuden die originalen Gliederungselemente wie Gesimse und Putzgliederungen, der ehemals prächtige Saal mit Emporen und gründerzeitlicher Ausstattung ist ruinös. LfD/1998/2002 | 09293457 |
|                                         | Mietshaus in halboffener Bebauung in Ecklage | Menckestraße 44 (Karte)                                   | 1873 (Doppelmietshaus)                                                                                | mit Läden, Putzfassade, teilweise Ladenfronten original, Reformstil-Architektur der Zeit um 1910, zum Teil im Kern älter, Lage unmittelbar neben dem Gohliser Schillerhaus, baugeschichtlich von Bedeutung Nummer 44: Das Eckhaus zum Schillerweg 1914 für Fleischermeister Emil Bauer nach Plänen von E. August Stegmann erbaut. Im Erdgeschoss mehrere Läden, über einem breiten Gurtband die Obergeschosse durch kannelierte Lisenen zusammengefasst. Der Ecktrakt zum Schillerweg durch dreiachsige Vorlage und hohem Volutengiebel hervorgehoben. LfD/1998/2002 | 09293458 |
| Weitere Bilder                          | Geschäftshaus (Drogeriegebäude) in halboffener Bebauung in Ecklage | Menckestraße 46 (Karte)                                   | 1880 (Laden)                                                                                          | Putzfassade, Kachelverkleidung, bildet ein Grundstück mit Schillerweg 36, baugeschichtlich von Bedeutung | 09302678 |
|                                         | Doppelmietshaus in offener Bebauung | Menckestraße 51; 51a (Karte)                              | 1902–1903 (Doppelmietshaus)                                                                           | Putzfassade, baugeschichtlich von Bedeutung Für das Doppelwohnhaus in offener Bauweise schuf der Architekt Albert Wolf 1902 die Pläne im Auftrag des Töpfermeisters Johann Albert Hasenpusch aus Kleinzschocher. Wolf übernahm zudem Ausführung, die statischen Berechnungen und Bauleitung, gegen Ende des Vorhabens Hausnummer 51 besaß hier Architekt Otto Schmidt die bauleitende Funktion bis zur Fertigstellung Oktober 1903. Im Haus Nummer 51 kam es im Zeitraum 1933 bis 1937 zur Teilung der großen Wohnungen. Ursprünglich war in jeder Etage einer Haushälfte lediglich eine Mietpartei vorgesehen, standen u. a. ein Salon, ein separates Speisezimmer sowie Abort und Bad zur Verfügung. Für Nummer 51 waren im Sommer 1960 Verputz- und Anstricharbeiten vorgesehen. Geplante Hofgebäude 1903 erfuhren jeweils nicht die baubehördliche Zustimmung. Die konventionelle aber fein im Detail strukturierte elegante Putzfassade des Zwillingshauses besitzt eine spundierte Erdgeschosszone, zwei Erker, geradlinige Fensterverdachungen und Sohlbankfelder. Sie zeigt keine Zugeständnisse an den Jugendstil, der sich ansonsten in der Fassadengestaltung dieser Zeit weitgehend durchgesetzt hatte. LfD/1998/2002, 2018 | 09293459 |
| Weitere Bilder                          | Villa (Nr. 56) mit Garten und Einfriedung, Nebengebäude (Nr. 54) an der Straße sowie Remisengebäude im Hof | Menckestraße 54; 56 (Karte)                               | um 1865 (Villa), 1872 (Remise), 1905 (Nebengebäude)                                                   | historisierende Putzfassade, Windfangtür im Eingangsbereich, Nebengebäude mit Fachwerkgiebel, im Landhausstil, baugeschichtlich von Bedeutung Ensemble aus Villa, Stall und Nebengebäude. Die Villa wurde 1861 für Carl Richard Auerbach nach Plänen des Leipziger Maurermeisters Heinrich Purfürst erbaut. Der durch straßenseitige Vorlage, Eingangsvorbau, Erker und gartenseitiger Terrasse stark gegliederte Bau besaß ursprünglich in Fensterformen, Eingangsgestaltung und Innenraumausstattung zahlreiche neogotische Elemente. Sie wurden 1914 im Auftrag des Besitzers Walter Friedel, Hofmusikalienhändler und Mitinhaber des Steingräber-Verlages durch den Architekten Martin Dülfer, Dresden, bei der „Modernisierung“ des Hauses zurückgebaut. 1872 ist das Seitengebäude als Stall und Remise mit Kutscherwohnung im Obergeschoss erbaut worden. Vor allem in der Dachzone, den beiden Fachwerkgiebeln mit geschnitzten Traufbrett und Freigespärre enthält es Landhauselemente. Im hofseitigen Giebel befand sich der Lastenaufzug. Das Seitengebäude war durch eine Toranlage mit dem Wohnhaus verbunden. 1905 entstand, ebenfalls als Stall und Remise mit Kutscherwohnung, das eingeschossige Gebäude, das den Hofraum zum großen Garten begrenzt. LfD/1998/2002 | 09293461 |
|                                         | Mietvilla mit Einfriedung und Vorgarten | Möckernsche Straße 1 (Karte)                              | 1865 (Mietvilla), 1896 (Mietvilla)                                                                    | Putzfassade, baugeschichtlich bedeutsamer Wohnungsbau in markanter Ecklage, ehemals am Rand des Gohliser Ortskerns | 09293368 |
|                                         | Mietshaus in halboffener Bebauung in Ecklage | Möckernsche Straße 2 (Karte)                              | 1912 (Mietshaus)                                                                                      | mit Läden, Putzfassade, baugeschichtlich von Bedeutung | 09293369 |
|                                         | Mietshaus in geschlossener und rückwärtiger Bebauung | Möckernsche Straße 7 (Karte)                              | 1880er Jahre (Mietshaus)                                                                              | Putzfassade, baugeschichtlich von Bedeutung | 09293372 |
|                                         | Villa, heute in geschlossener Bebauung, mit Einfriedung, Vorgarten und Garten sowie Pflasterung und Plastik | Möckernsche Straße 9 (Karte)                              | 1876 (Villa)                                                                                          | Putzfassade, Terrasse, baugeschichtlich von Bedeutung | 09293374 |
|                                         | Mietshaus in halboffener Bebauung | Möckernsche Straße 11 (Karte)                             | 1889 (Mietshaus)                                                                                      | mit Schauseite zur Marbachstraße, Putzfassade, baugeschichtlich von Bedeutung | 09293375 |
|                                         | Mehrfamilienhaus einer Wohnanlage (zusammen mit Eisenacher Straße 53a/55/55a), mit Vorgarteneinfassung | Möckernsche Straße 14 (Karte)                             | 1936 (Mehrfamilienwohnhaus)                                                                           | mit Tordurchfahrt, viergeschossiger Putzbau im traditionalistischen Stil mit aufwendiger, vertikaler Putzgliederung im Art-déco-Stil im Bereich des Treppenhauses, charakteristisches Beispiel der Architektur der 1930er Jahre, baugeschichtlich von Bedeutung | 09293376 |
|                                         | Mietshaus in geschlossener Bebauung | Möckernsche Straße 19 (Karte)                             | 1903 (Mietshaus)                                                                                      | Klinkerfassade, baugeschichtlich von Bedeutung | 09293378 |
|                                         | Mietshaus in geschlossener Bebauung | Möckernsche Straße 21 (Karte)                             | 1902 (Mietshaus)                                                                                      | mit Tordurchfahrt und Laden, Klinkerfassade, baugeschichtlich von Bedeutung | 09293379 |
|                                         | Mietshaus in geschlossener Bebauung | Möckernsche Straße 23 (Karte)                             | 1901 (Mietshaus)                                                                                      | mit Tordurchfahrt und ehemals mit Laden, Putzfassade, baugeschichtlich von Bedeutung | 09293380 |
|                                         | Mietshaus in geschlossener Bebauung | Möckernsche Straße 25 (Karte)                             | 1902 (Mietshaus)                                                                                      | mit Tordurchfahrt und ehemals mit Laden, Putzfassade, schmiedeeiserne Fenstergitter in der Tordurchfahrt, baugeschichtlich von Bedeutung | 09293381 |
|                                         | Mietshaus in geschlossener Bebauung in Ecklage | Möckernsche Straße 26 (Karte)                             | 1907 (Mietshaus)                                                                                      | mit Läden, Putzfassade, baugeschichtlich von Bedeutung | 09293382 |
|                                         | Mietshaus in geschlossener Bebauung | Möckernsche Straße 28 (Karte)                             | 1904 (Mietshaus)                                                                                      | Klinkerfassade, Kellerfenstergitter, baugeschichtlich von Bedeutung | 09293383 |
|                                         | Mietshaus in geschlossener Bebauung | Möckernsche Straße 30 (Karte)                             | um 1895 (Mietshaus)                                                                                   | Klinkerfassade, baugeschichtlich von Bedeutung | 09293384 |
|                                         | Mietshaus in ehemals geschlossener Bebauung | Möckernsche Straße 30a (Karte)                            | 1904 (Mietshaus)                                                                                      | Klinkerfassade, baugeschichtlich von Bedeutung | 09293385 |
|                                         | Mietshaus in ehemals offener Bebauung sowie Hinterhaus im Hof | Möckernsche Straße 35 (Karte)                             | 1874 (Mietshaus)                                                                                      | ehemals mit Laden, Putzfassade, baugeschichtlich von Bedeutung | 09293386 |
|                                         | Mietshaus in ehemals geschlossener Bebauung | Möckernsche Straße 42 (Karte)                             | 1902 (Mietshaus)                                                                                      | Putzfassade, Holzpaneele und Stuck im Eingangsbereich, baugeschichtlich von Bedeutung | 09293387 |
|                                         | Mietshaus in halboffener Bebauung | Möckernsche Straße 45 (Karte)                             | 1903 (Mietshaus)                                                                                      | mit ehemals eisernem Tor, baugeschichtlich von Bedeutung | 09293388 |
|                                         | Mietshaus in geschlossener Bebauung in Ecklage, mit Einfriedung und Vorgarten | Möckernsche Straße 47 (Karte)                             | 1904 (Mietshaus)                                                                                      | Eckladen, Putzfassade, baugeschichtlich von Bedeutung | 09293389 |
|                                         | Villa mit Einfriedung und Vorgarten | Mottelerstraße 1 (Karte)                                  | 1896–1897 (Villa)                                                                                     | Putzfassade, baugeschichtlich von Bedeutung | 09294038 |
|                                         | Mietshaus in geschlossener Bebauung und Vorgarten | Mottelerstraße 5 (Karte)                                  | um 1890 (Mietshaus)                                                                                   | mit Tordurchfahrt, Putzfassade, baugeschichtlich von Bedeutung | 09296883 |
|                                         | Mietvilla mit Einfriedung, Vorgarten und Hofpflasterung | Mottelerstraße 6 (Karte)                                  | 1894–1895, bezeichnet 1895 (Mietvilla)                                                                | Putzfassade, baugeschichtlich von Bedeutung | 09294039 |
|                                         | Mietshaus in geschlossener Bebauung mit Vorgarten | Mottelerstraße 7 (Karte)                                  | 1900 (Mietshaus)                                                                                      | Hausdurchfahrt, Laden, Klinkerfassade, baugeschichtlich von Bedeutung | 09294040 |
|                                         | Mietshaus in offener Bebauung in Ecklage mit Vorgarten und Resten der Einfriedung | Mottelerstraße 8 (Karte)                                  | 1896–1899 (Mietshaus)                                                                                 | Putzfassade, baugeschichtlich von Bedeutung | 09294035 |
|                                         | Mietshaus in geschlossener Bebauung, mit Vorgarten sowie Hinterhaus und daran angebautes Nebengebäude | Mottelerstraße 9 (Karte)                                  | 1902 (Mietshaus)                                                                                      | Vorderhaus mit Tordurchfahrt, Putzfassade, baugeschichtlich von Bedeutung | 09294041 |
|                                         | Mietshaus in geschlossener Bebauung in Ecklage | Mottelerstraße 10 (Karte)                                 | um 1885 (Mietshaus)                                                                                   | mit Laden ehemals und Vorgärten, Putzfassade, baugeschichtlich von Bedeutung | 09296884 |
|                                         | Mietshaus in geschlossener Bebauung sowie Vorgarten | Mottelerstraße 11 (Karte)                                 | 1902–1903 (Mietshaus)                                                                                 | mit Tordurchfahrt, Klinkerfassade, Holzpaneele und Stuckdecke in der Tordurchfahrt, baugeschichtlich von Bedeutung | 09294042 |
|                                         | Mietshaus in geschlossener Bebauung mit Vorgarten | Mottelerstraße 12 (Karte)                                 | um 1885 (Mietshaus)                                                                                   | mit Hausdurchgang, Putzfassade, baugeschichtlich von Bedeutung | 09296885 |
|                                         | Mietshaus in geschlossener Bebauung in Ecklage | Mottelerstraße 13 (Karte)                                 | 1904 (Mietshaus)                                                                                      | mit Eckladen, Klinkerfassade, baugeschichtlich von Bedeutung | 09294043 |
|                                         | Mietshaus in geschlossener Bebauung mit Vorgarten | Mottelerstraße 14 (Karte)                                 | um 1885 (Mietshaus)                                                                                   | mit Tordurchfahrt, Putzfassade, baugeschichtlich von Bedeutung | 09296886 |
|                                         | Mietshaus in geschlossener Bebauung mit Vorgarten | Mottelerstraße 15 (Karte)                                 | 1905 (Mietshaus)                                                                                      | Putzfassade, baugeschichtlich von Bedeutung | 09294044 |
|                                         | Mietshaus in geschlossener Bebauung mit Vorgarten | Mottelerstraße 17 (Karte)                                 | 1905 (Mietshaus)                                                                                      | Putzfassade, baugeschichtlich von Bedeutung | 09294045 |
|                                         | Mietshaus in geschlossener Bebauung mit Vorgarten | Mottelerstraße 18 (Karte)                                 | 1888/1889 (Mietshaus)                                                                                 | Putzfassade, baugeschichtlich von Bedeutung | 09294046 |
|                                         | Mietshaus in halboffener Bebauung mit Vorgarten | Mottelerstraße 19 (Karte)                                 | 1904–1905 (Mietshaus)                                                                                 | Putzfassade, baugeschichtlich von Bedeutung | 09294047 |
|                                         | Mietshaus in geschlossener Bebauung in Ecklage mit Vorgarten | Mottelerstraße 20 (Karte)                                 | 1898 (Mietshaus)                                                                                      | ehemals mit Eckladen, Putzfassade, baugeschichtlich von Bedeutung | 09294048 |
|                                         | Villa (Nr. 23) mit Vorgarten (Nr. 21/23) | Mottelerstraße 21; 23 (Karte)                             | 1896–1897 (Villa)                                                                                     | Putzfassade mit Sandsteingliederung, mit Vorbau und Veranda, baugeschichtlich von Bedeutung | 09294050 |
|                                         | Mietshaus in geschlossener Bebauung mit Vorgarten | Mottelerstraße 22 (Karte)                                 | 1898 (Mietshaus)                                                                                      | Putzfassade, Stuck und Holzpaneele im Eingangsbereich, baugeschichtlich von Bedeutung | 09294049 |
|                                         | Mietshaus in geschlossener Bebauung mit Vorgarten | Mottelerstraße 24 (Karte)                                 | 1899 (Mietshaus)                                                                                      | Putzfassade, Stuck und Holzpaneele im Eingangsbereich, baugeschichtlich von Bedeutung | 09294051 |
|                                         | Mietshaus in geschlossener Bebauung mit Vorgarten | Mottelerstraße 26 (Karte)                                 | 1898/1899 (Mietshaus)                                                                                 | Klinkerfassade, baugeschichtlich von Bedeutung | 09294052 |
|                                         | Mietshaus in geschlossener Bebauung in Ecklage mit Vorgarten | Mottelerstraße 28 (Karte)                                 | 1900 (Mietshaus)                                                                                      | Klinkerfassade, baugeschichtlich von Bedeutung | 09294053 |